# Challes-les-Eaux
Pour les articles homonymes, voir Challes.
Challes-les-Eaux (prononcé [ʃallezo][à vérifier]) est une commune française et une station thermale située dans le département de la Savoie, en région Auvergne-Rhône-Alpes.

## Géographie

### Localisation et communes limitrophes
La commune de Challes-les-Eaux se trouve dans le sud-ouest du département de la Savoie, dans le pays de l'Albanais. À vol d’oiseau, elle se situe à 5,7 km au sud-est de Chambéry, préfecture du département, et respectivement 34,1 km au sud-ouest et 41,5 km au nord-ouest des deux sous-préfectures : Albertville et Saint-Jean-de-Maurienne. Le chef-lieu de canton, La Ravoire, est quant à lui à 1,8 km au sud-ouest de la commune.
La commune se situe au sud-ouest de la communauté d’agglomération du Grand Chambéry.
Challes-les-Eaux est limitrophe de cinq autres communes, toutes rattachées à la communauté d’agglomération du Grand Chambéry.
|               | Barby            |                      |
| La Ravoire    | Challes-les-Eaux | Curienne             |
| Saint-Baldoph |                  | Saint-Jeoire-Prieuré |

### Géologie et relief

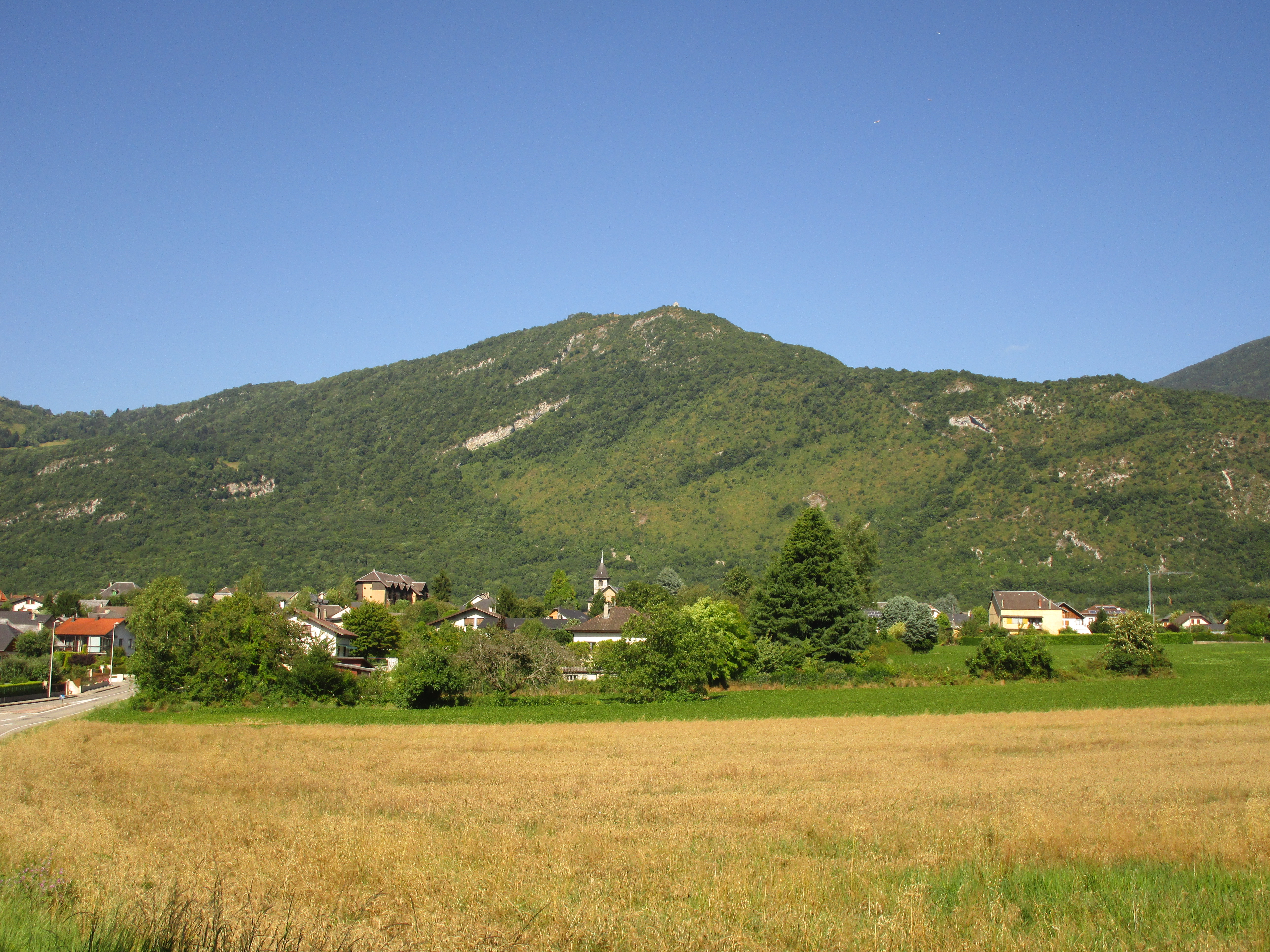
Challes-les-Eaux est située au pied du mont Saint-Michel (895 m).

La superficie de la commune est de 565 hectares, ce qui en fait l’une des communes les moins étendues de la communauté d’agglomération, loin derrière la plus imposante, la commune d’Aillon-le-Jeune, qui s’étale sur 3 409 hectares. L’altitude de Challes-les-Eaux varie de 290  à   720 mètres, avec un relief très varié. La commune se trouve au cœur de la Trouée des Marches et est entourée par plusieurs monts, dont le Saint-Michel, le Peney et le Granier.
Le point le plus élevé de la commune (720 m) se situe dans le mont Saint-Michel, à quelques mètres des deux chapelles (situées à la limite de la commune avec Curienne) qui culminent au sommet de celui-ci, tandis que le point le bas bas (290 m) se trouve au niveau de l’aérodrome et du plan d’eau. L’altitude du chef-lieu est d’environ 310 m.

### Hydrographie

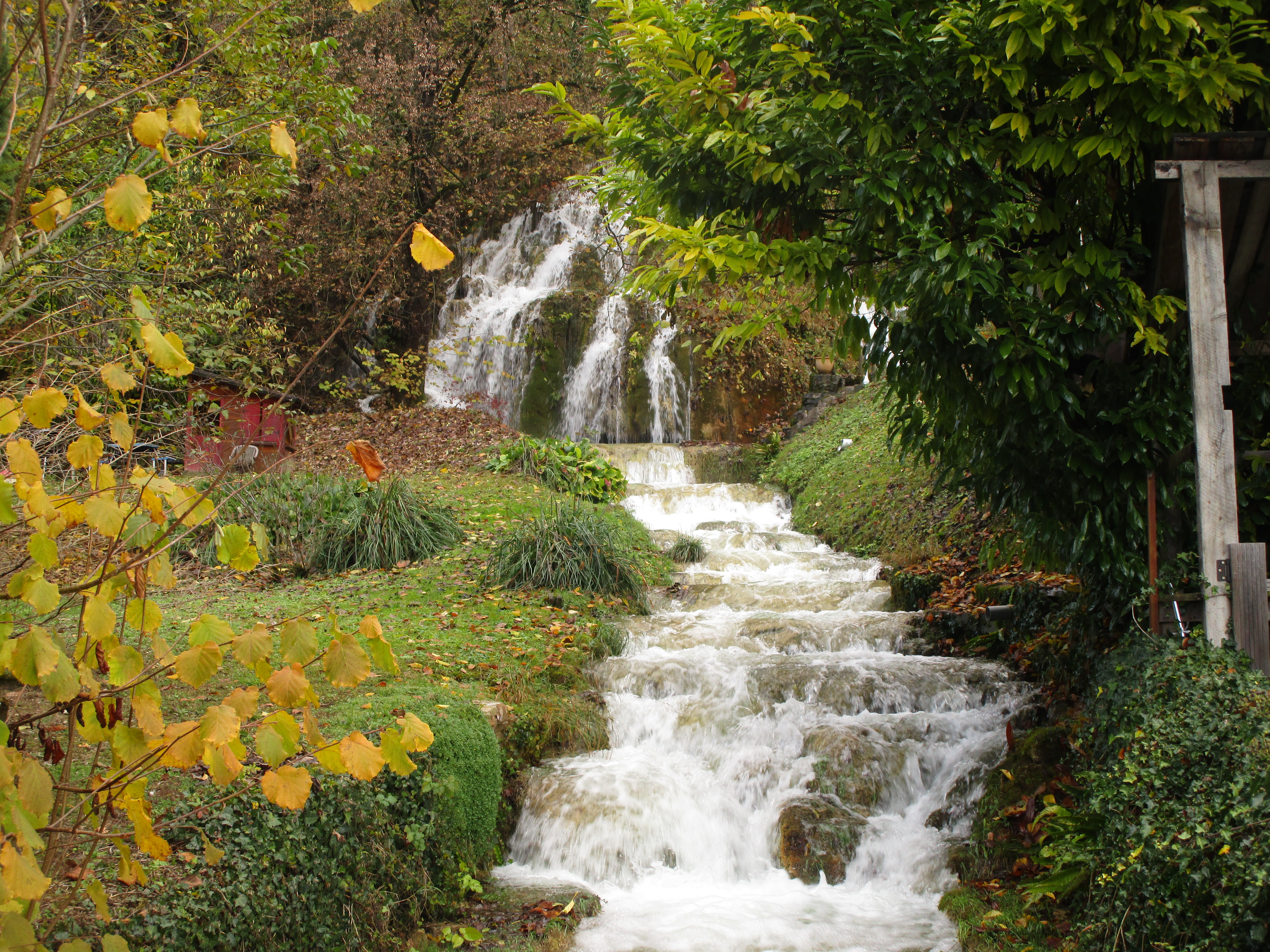
La Furieuse, qui descend en cascade du Mont Saint-Michel, alimente La Mère.

Challes-les-Eaux est traversé par un petit ruisseau, nommé La Mère (7,02 km, aussi appelé Ruisseau de la Boisserette ou Nant de la Boisserette), qui se jette dans l’Albanne (12,98 km) quelques kilomètres plus loin.
Bien qu’elle ne soit pas référencée sur le site du SANDRE, une petite source alimente La Mère : la Furieuse, qui trouve son origine à la base du Mont Saint-Michel.

### Climat
Pour des articles plus généraux, voir Climat d'Auvergne-Rhône-Alpes et Climat de la Savoie.
En 2010, le climat de la commune est de type climat des marges montargnardes, selon une étude du Centre national de la recherche scientifique s'appuyant sur une série de données couvrant la période 1971-2000. En 2020, Météo-France publie une typologie des climats de la France métropolitaine dans laquelle la commune est exposée à un climat de montagne ou de marges de montagne et est dans la région climatique Alpes du nord, caractérisée par une pluviométrie annuelle de 1 200 à 1 500 mm, irrégulièrement répartie en été.
Pour la période 1971-2000, la température annuelle moyenne est de 11,3 °C, avec une amplitude thermique annuelle de 19,2 °C. Le cumul annuel moyen de précipitations est de 1 265 mm, avec 9,6 jours de précipitations en janvier et 8,4 jours en juillet. Pour la période 1991-2020, la température moyenne annuelle observée sur la station météorologique installée sur la commune est de 11,8 °C et le cumul annuel moyen de précipitations est de 1 147,6 mm,. Pour l'avenir, les paramètres climatiques de la commune estimés pour 2050 selon différents scénarios d'émission de gaz à effet de serre sont consultables sur un site dédié publié par Météo-France en novembre 2022.
| Mois                                  | jan.            | fév.             | mars             | avril           | mai           | juin           | jui.           | août           | sep.            | oct.            | nov.             | déc.             | année     |
| ------------------------------------- | --------------- | ---------------- | ---------------- | --------------- | ------------- | -------------- | -------------- | -------------- | --------------- | --------------- | ---------------- | ---------------- | --------- |
| Température minimale moyenne (°C)     | −1,8            | −1,5             | 1,7              | 5,1             | 9,5           | 13,2           | 15             | 14,6           | 11              | 7,2             | 2,3              | −1               | 6,3       |
| Température moyenne (°C)              | 2,3             | 3,6              | 7,8              | 11,4            | 15,6          | 19,4           | 21,5           | 21,1           | 16,9            | 12,3            | 6,5              | 2,9              | 11,8      |
| Température maximale moyenne (°C)     | 6,4             | 8,7              | 13,9             | 17,7            | 21,7          | 25,6           | 28,1           | 27,7           | 22,8            | 17,4            | 10,8             | 6,8              | 17,3      |
| Record de froid (°C) date du record   | −23 14.01.1960  | −22,1 15.02.1956 | −16,1 07.03.1970 | −8,1 08.04.1956 | −4 02.05.1962 | 0,3 03.06.1962 | 3,1 07.07.1962 | 3,9 21.08.1972 | −1,2 27.09.1972 | −6 30.10.1950   | −12,8 30.11.1973 | −19,9 03.12.1973 | −23 1960  |
| Record de chaleur (°C) date du record | 17,9 15.01.1975 | 21,9 28.02.1960  | 27,1 22.03.1990  | 29,5 21.04.18   | 33,7 24.05.09 | 37,5 19.06.22  | 39,8 31.07.20  | 40,9 24.08.23  | 33,7 10.09.23   | 30,6 04.10.1966 | 25,3 12.11.18    | 23,3 18.12.1989  | 40,9 2023 |
| Précipitations (mm)                   | 95,1            | 74               | 86,5             | 83,4            | 99,7          | 97,2           | 93,3           | 100,2          | 97,1            | 101,3           | 107,6            | 112,2            | 1 147,6   |

### Voies de communication et transports

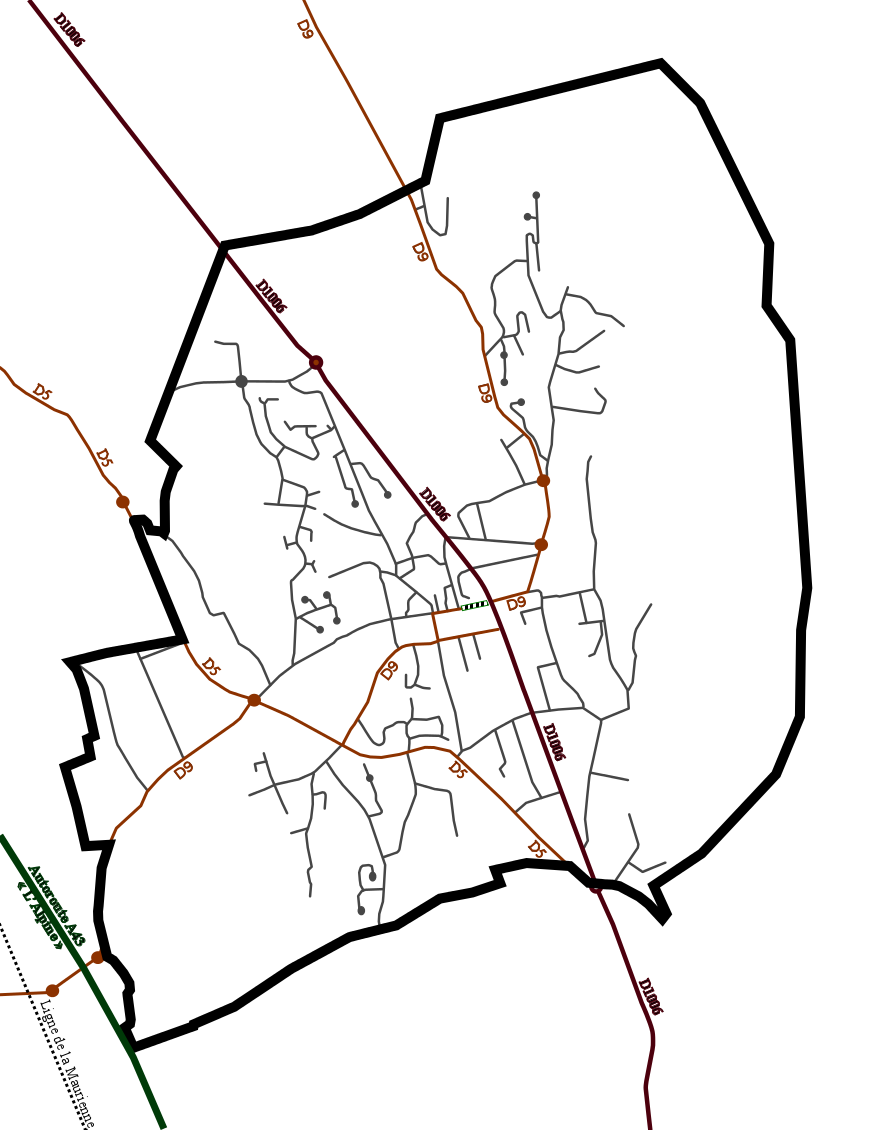
Carte des voies de communication.

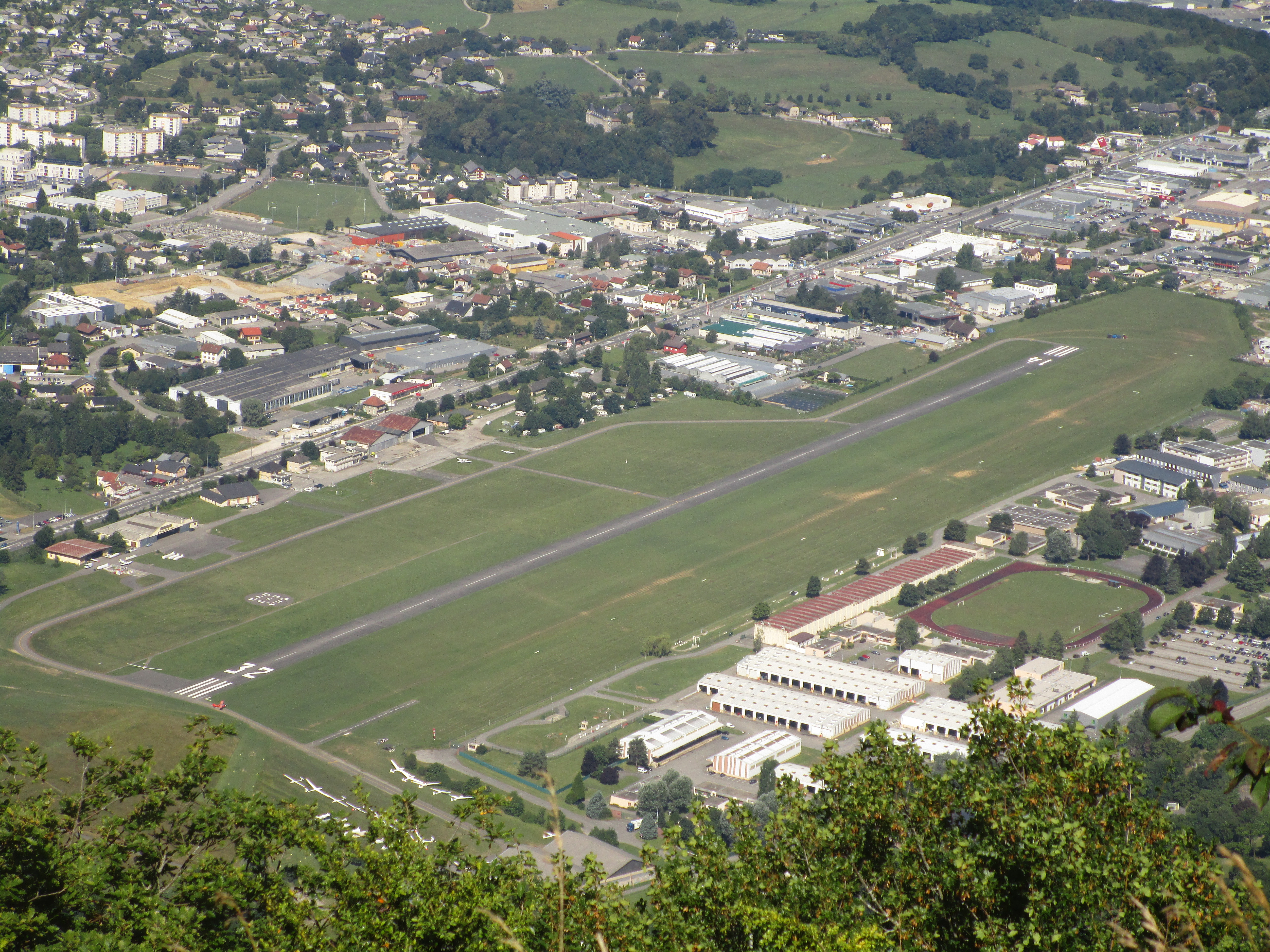
L’aérodrome de Chambéry - Challes-les-Eaux.

#### Liaisons aériennes
À vingt minutes de Challes-les-Eaux, l’Aéroport de Chambéry-Savoie (code AITA : CMF * code OACI : LFLB) assure des liaisons régulières vers les Pays-Bas, en assurant des liaisons avec Amsterdam-Schiphol et Rotterdam-La Haye, mais aussi vers le Royaume-Uni en proposant des départs vers Birmingham, Cardiff, East Midlands, Édimbourg, Exeter, Leeds-Bradford, Londres-City, Manchester, Newcastle et Southampton.
Challes-les-Eaux dispose également d’un aérodrome (code OACI : LFLE) utilisé pour le tourisme et le loisir.

#### Infrastructures routières
Malgré sa petite taille, Challes-les-Eaux dispose de nombreuses rues dont une infime partie est à la charge de l’État et du département. L’autoroute A43, reliant Lyon à Modane, longe la frontière ouest de la commune, mais ne passe pas par le territoire communal. En revanche, celui-ci est traversé par trois routes départementales :
- la D 1006, sur un axe nord/sud ;
- la D 5, sur un axe nord-ouest/sud-est ;
- la D 9, sur un axe nord-est/sud-ouest.

#### Transports en commun
Transport ferroviaire
Challes-les-Eaux ne dispose d’aucune gare sur son territoire, mais la gare la plus proche se situe à Chambéry et porte le nom de Gare de Chambéry - Challes-les-Eaux depuis 1923 pour faciliter la visibilité de la station thermale. Cette gare permet de relier Challes-les-Eaux à de nombreuses villes à l’échelle régionale, en assurant des liaisons vers Aime, Aix-les-Bains, Albertville, Ambérieu, Annecy, Annemasse, Bourg-Saint-Maurice, Culoz, Évian-les-Bains, Grenoble, Landry, Lyon, Modane, Montmélian, Moûtiers, Saint-André-le-Gaz, Saint-Gervais-les-Bains, Thonon-les-Bains et Valence, mais aussi à l’échelle nationale, permettant de relier la ville au Havre, à Lille (Gares de Lille-Europe et de Lille-Flandres), Marseille, Nantes, Paris, Rennes et Strasbourg, ainsi qu’au niveau international, grâce aux TGV assurant des liaisons vers Amsterdam, Bruxelles, Genève, Milan et Turin.
Bus

Les lignes de bus traversant Challes-les-Eaux.

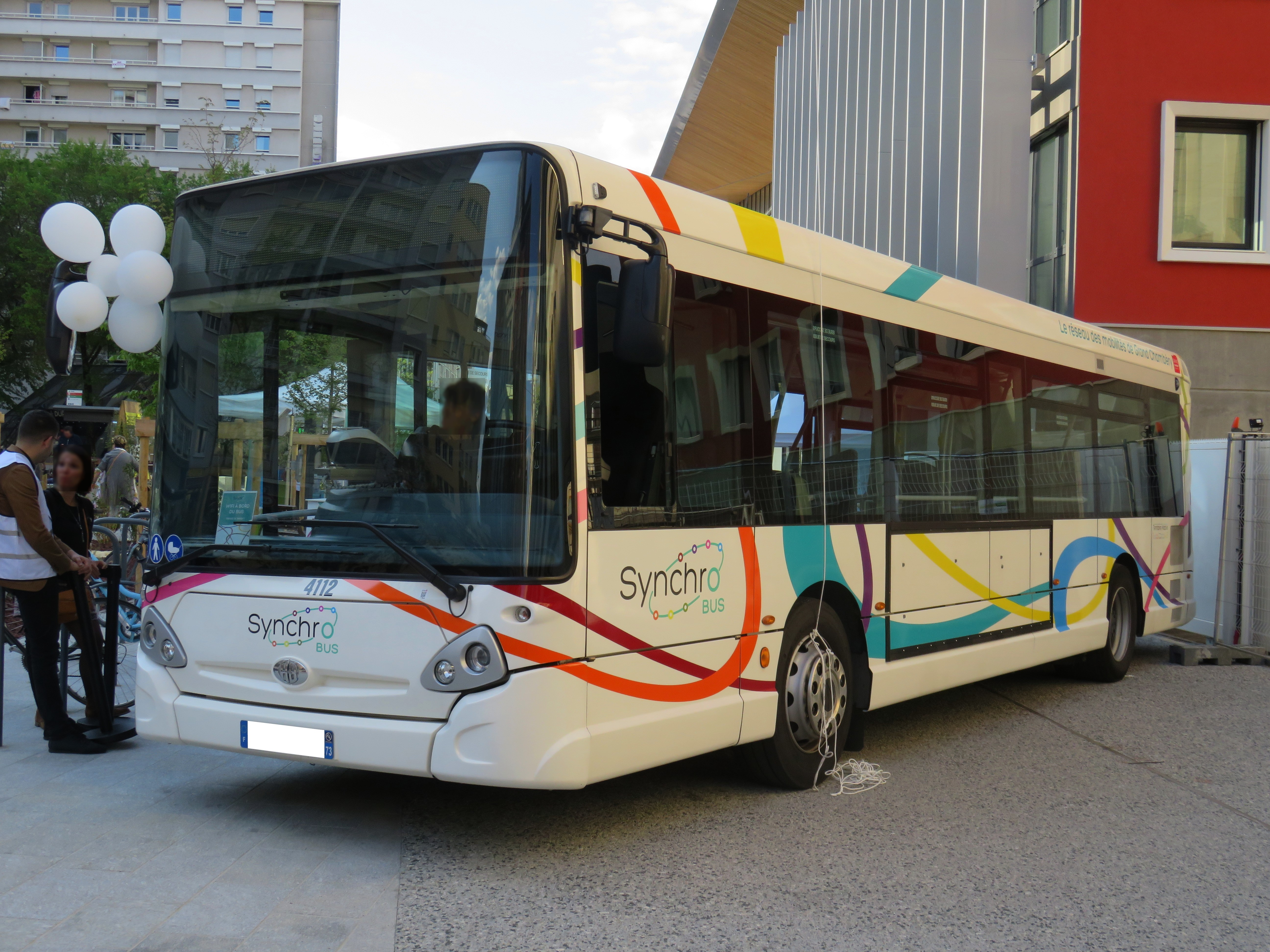
Un Synchro Bus devant la gare de Chambéry en avril 2019.

La commune est desservie par quatre lignes du réseau Synchro Bus, géré conjointement par le Grand Chambéry et Keolis Chambéry. Les lignes concernées sont :
- la ligne   C  , qui arrive sur le territoire communal par le nord-ouest et dispose de son terminus au centre-ville de Challes-les-Eaux. Elle relie Challes-les-Eaux à La Motte-Servolex via le centre-ville de Chambéry et dessert 5 arrêts dans la commune (Médipôle, Forêt, Baraques, Église Challes et Challes Centre).
- la ligne  1 , qui traverse la commune du nord-est au sud-est du territoire. Elle relie Saint-Jeoire-Prieuré à La Motte-Servolex via le centre-ville de Chambéry et dessert 4 arrêts dans la commune (Plan d’eau, Challes Centre, Triviers et Trois Prés).
- la ligne  6 , qui entre sur le territoire communal à l’ouest et en sort quelques kilomètres plus loin, au nord-ouest. Elle relie Saint-Baldoph au centre commercial Galion, à Bassens, et dessert 1 arrêt dans la commune (Médipôle).
- la ligne  14 , qui circule uniquement en heure de pointe — Les départs en heures creuses sont assurés à la demande (TAD) — traverse la commune du nord-ouest au sud-est du territoire. Elle relie le Lycée du Granier, à La Ravoire, à Saint-Jeoire-Prieuré et dessert 5 arrêts dans la commune (Médipôle, Forêt, Framboisiers, Galoppe et Trois Prés).

Une cinquième ligne, la ligne   B  , dispose de son terminus à la frontière entre le territoire communal et celui de Barby : Roc Noir. Cette ligne relie Barby à Sonnaz via le centre-ville de Chambéry.
Le dimanche et les jours fériés, seules les lignes   B   et   C   circulent. Le réseau de nuit ayant été supprimé dans le cadre du nouveau réseau, aucun bus ne traverse la commune entre 21 heures 30 et 5 heures 30 en semaine, de même que le dimanche matin.
Cars

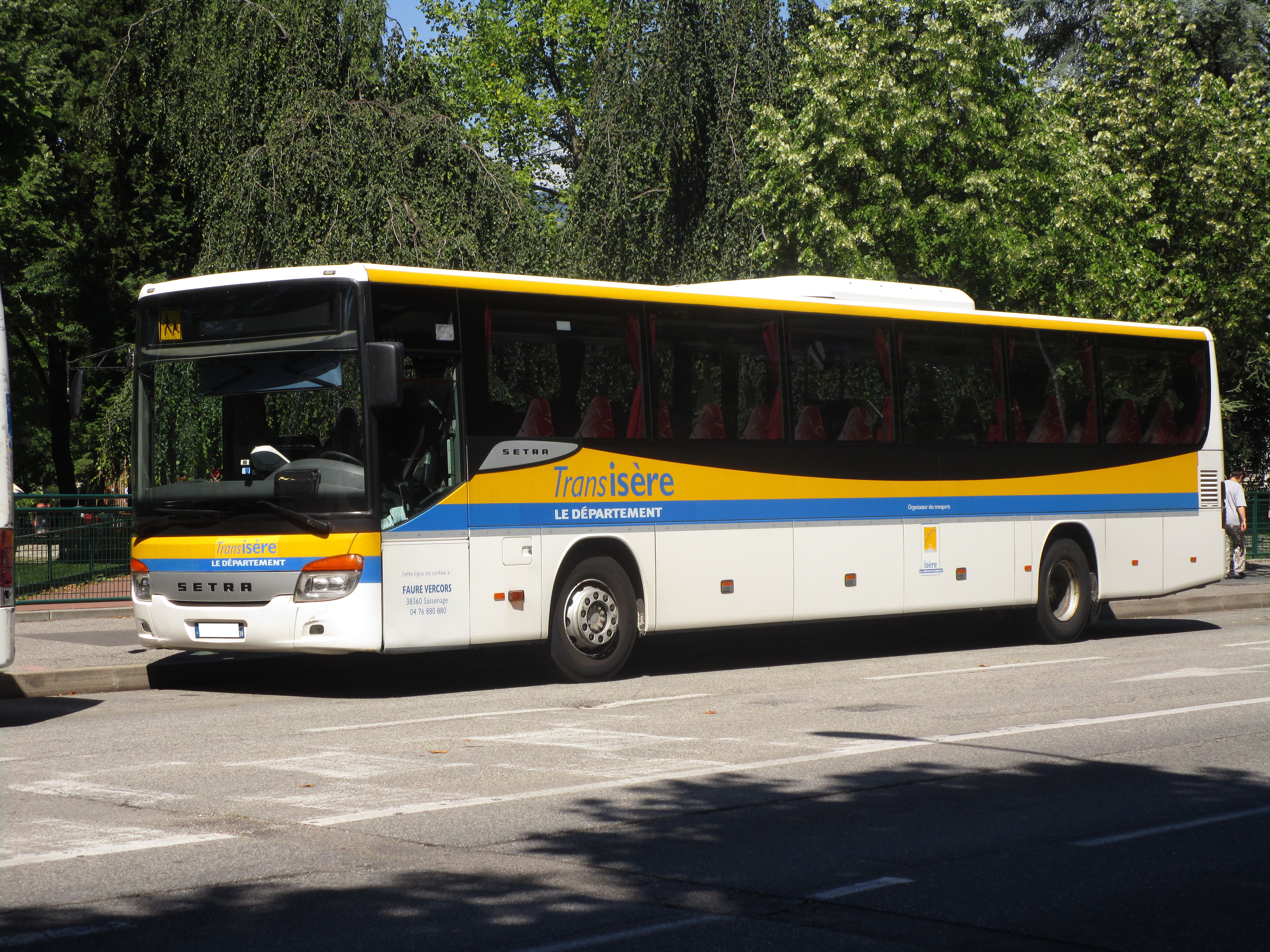
Un car du réseau Transisère à Chambéry.

La commune est également desservie par trois lignes de cars dont :
- la ligne 6060 de Transisère, qui traverse la commune du nord-est au sud-est du territoire afin de relier Grenoble à Chambéry via Chapareillan. Elle dispose d’un arrêt dans la commune (Challes Centre).
- la ligne C3 de Belle Savoie Express, qui traverse la commune du nord-est au sud-est du territoire afin de relier Chamoux-sur-Gelon à Chambéry via Montmélian. Elle dispose d’un arrêt dans la commune (Médipôle).

Tramways

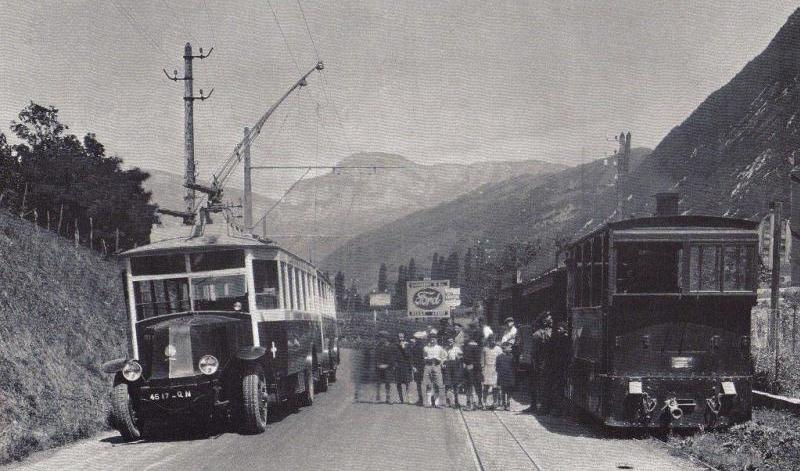
Le trolleybus et le tramway à Saint-Jeoire-Prieuré vers 1929.

De 1897 à 1930, un tramway reliait le centre-ville de Chambéry à la station thermale, située à 5 kilomètres au Sud. La ligne a été fermée en 1930 et remplacée par un trolleybus, en activité jusqu’en 1955.

#### Pistes cyclables et liaisons douces
Le réseau cyclable est encore en développement. La commune dispose de deux pistes cyclables ; la Voie verte des Planeurs, qui relie Challes-les-Eaux à la commune de Barby, et l’Avenue Verte Sud, qui relie Challes-les-Eaux à Chambéry vers le nord et au lac de Saint-André vers le sud. La ville aménage aussi ses rues de sorte à offrir plus de sécurité aux piétons. Ainsi, la place de la Liberté, située devant l’Office de Tourisme, et la place Louis Dumollard, située devant le cinéma, sont piétonnisées en 2012, suivies de la partie basse de l’avenue Charles Pillet en 2016.

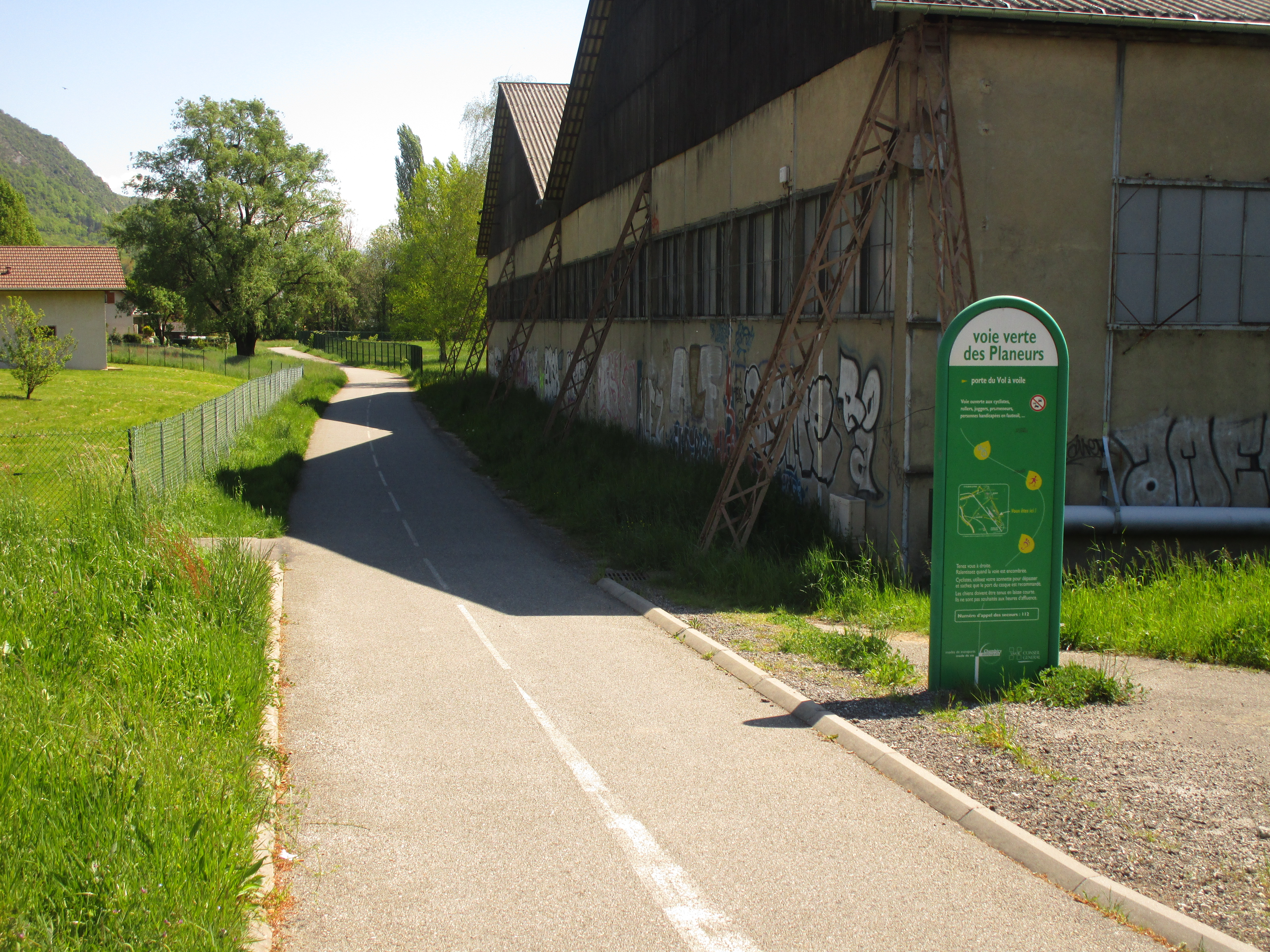
La Voie verte des Planeurs à l’entrée de Challes-les-Eaux.
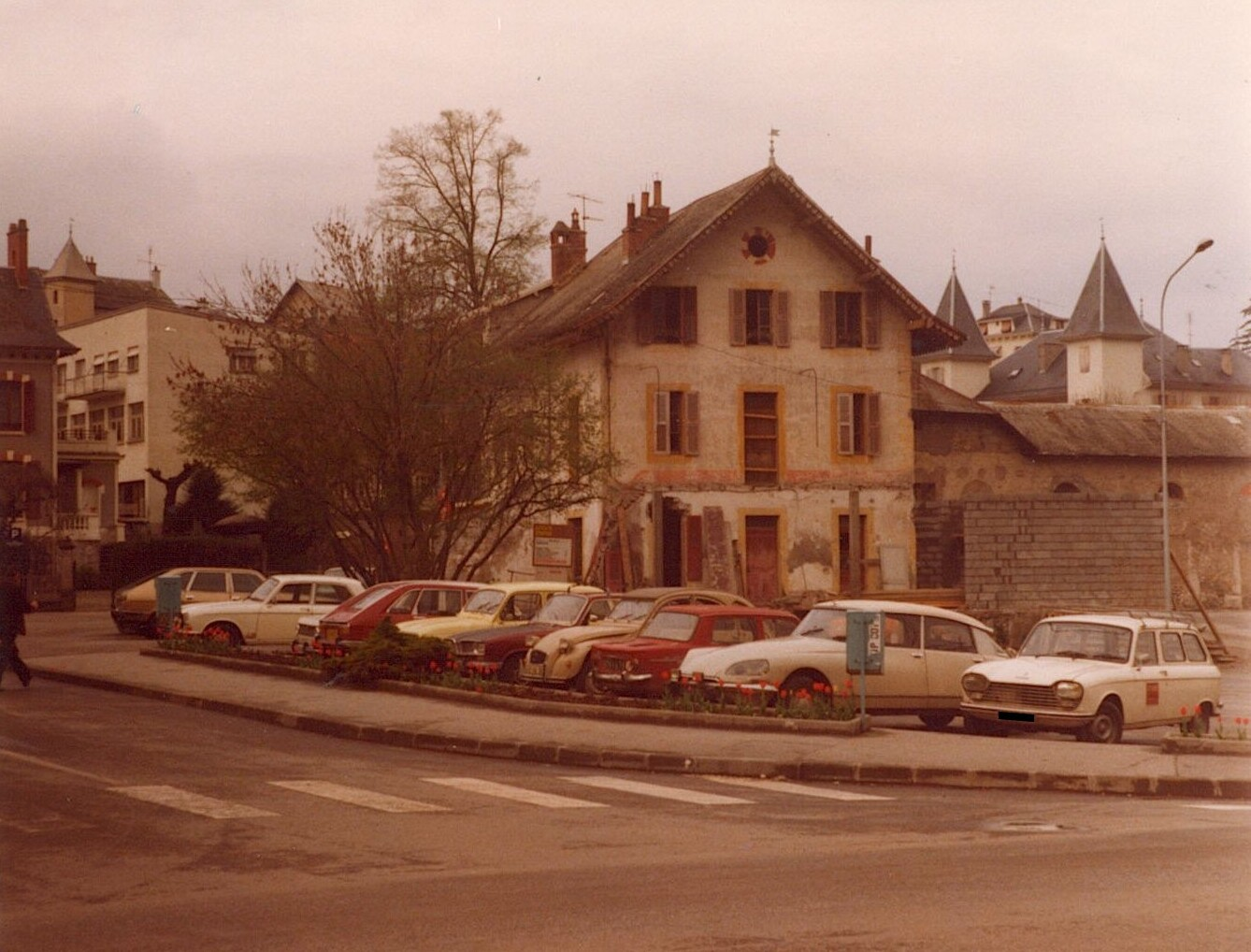
La place de la Liberté dans les années 1980.
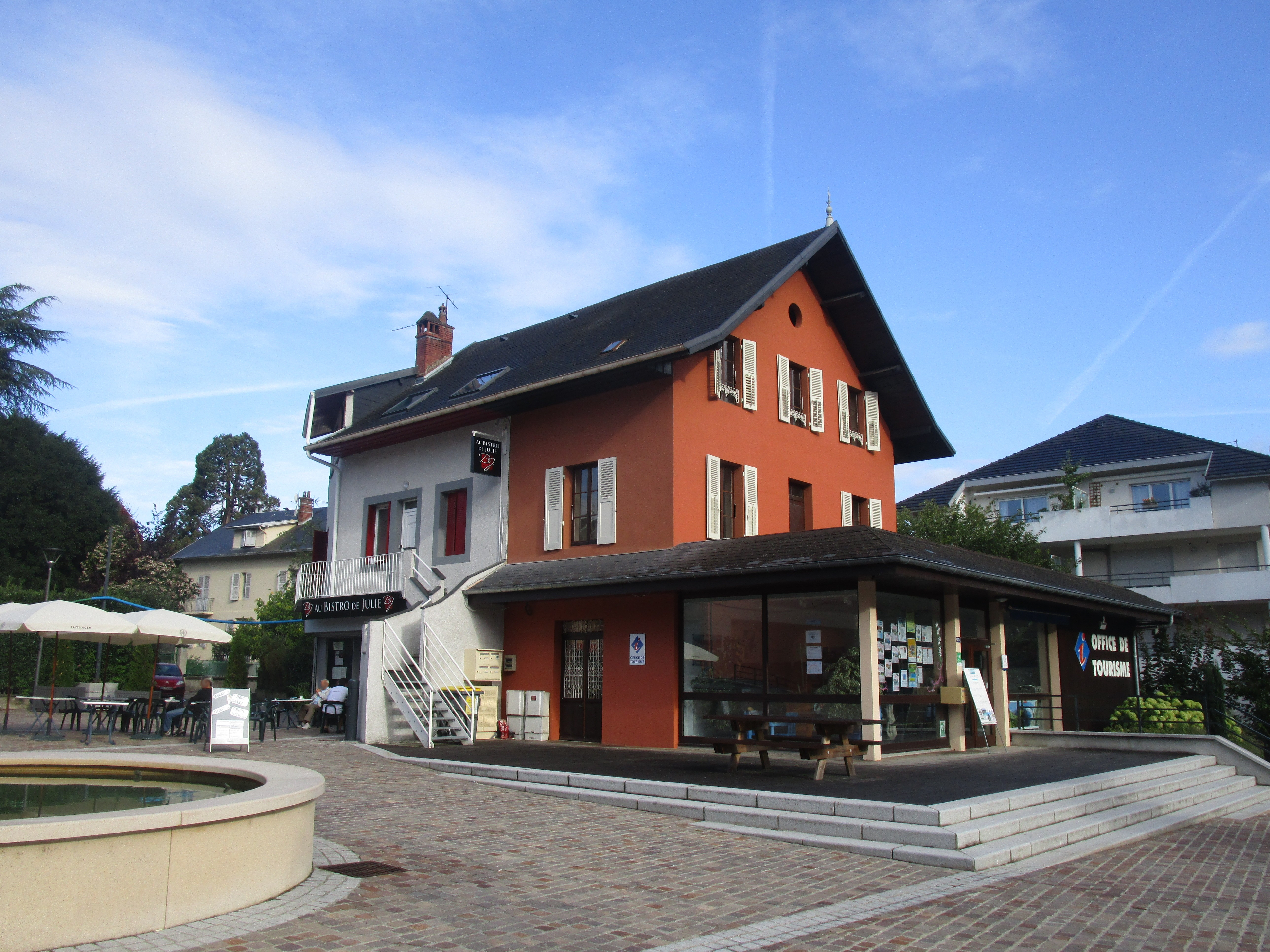
La place de la Liberté en août 2015.

## Urbanisme

### Typologie
Au 1er janvier 2024, Challes-les-Eaux est catégorisée grand centre urbain, selon la nouvelle grille communale de densité à sept niveaux définie par l'Insee en 2022.
Elle appartient à l'unité urbaine de Chambéry, une agglomération intra-départementale regroupant 35  communes, dont elle est une commune de la banlieue,,. Par ailleurs la commune fait partie de l'aire d'attraction de Chambéry, dont elle est une commune du pôle principal,. Cette aire, qui regroupe 115 communes, est catégorisée dans les aires de 200 000 à moins de 700 000 habitants,.

### Occupation des sols
L'occupation des sols de la commune, telle qu'elle ressort de la base de données européenne d’occupation biophysique des sols Corine Land Cover (CLC), est marquée par l'importance des territoires artificialisés (52 % en 2018), en augmentation par rapport à 1990 (41,6 %). La répartition détaillée en 2018 est la suivante : 
zones urbanisées (43,1 %), forêts (25,8 %), zones agricoles hétérogènes (21,9 %), zones industrielles ou commerciales et réseaux de communication (8,9 %), prairies (0,3 %).
L'IGN met par ailleurs à disposition un outil en ligne permettant de comparer l’évolution dans le temps de l’occupation des sols de la commune (ou de territoires à des échelles différentes). Plusieurs époques sont accessibles sous forme de cartes ou photos aériennes : la carte de Cassini (XVIIIe siècle), la carte d'état-major (1820-1866) et la période actuelle (1950 à aujourd'hui).

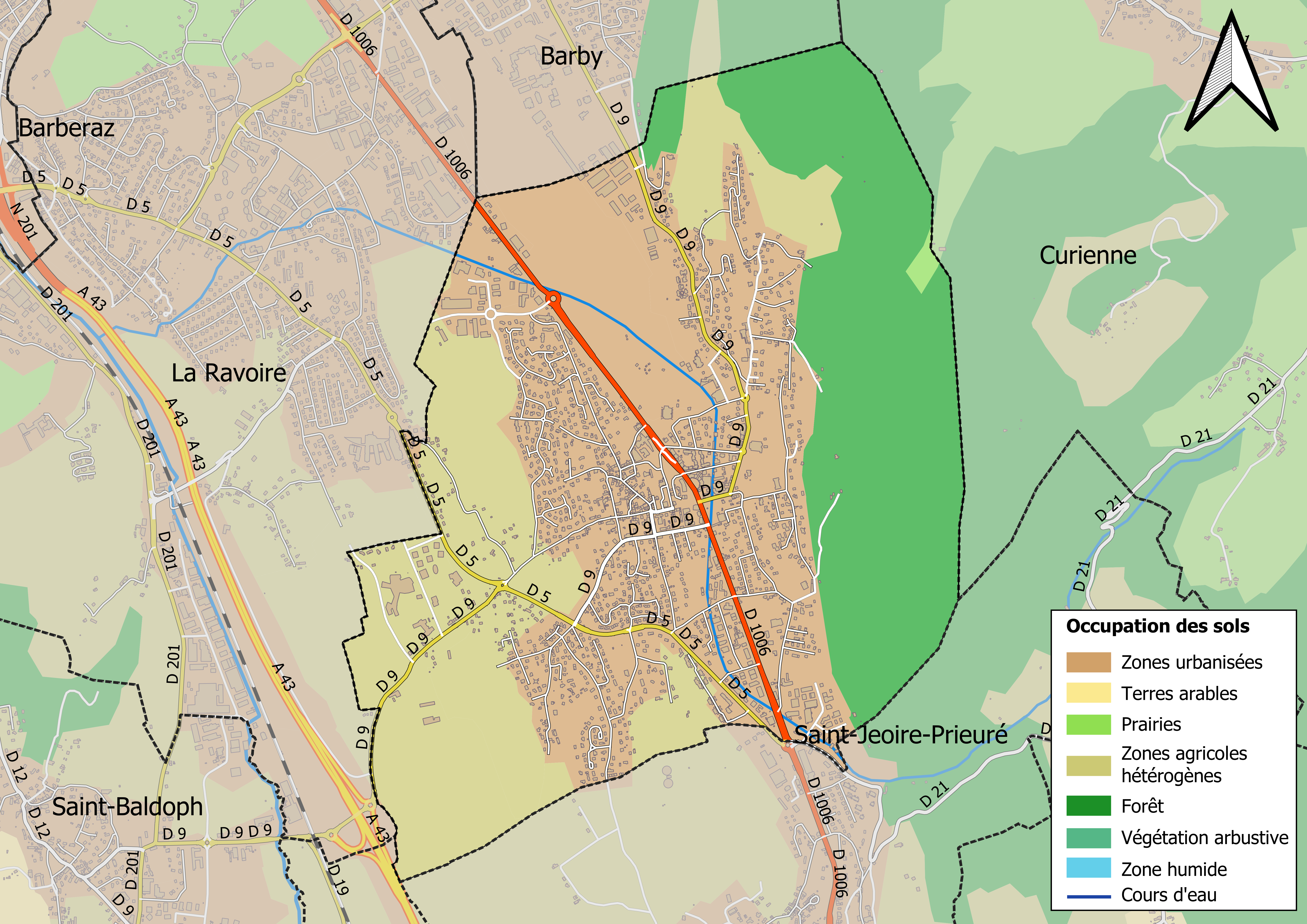
Carte des infrastructures et de l'occupation des sols en 2018 (CLC) de la commune.
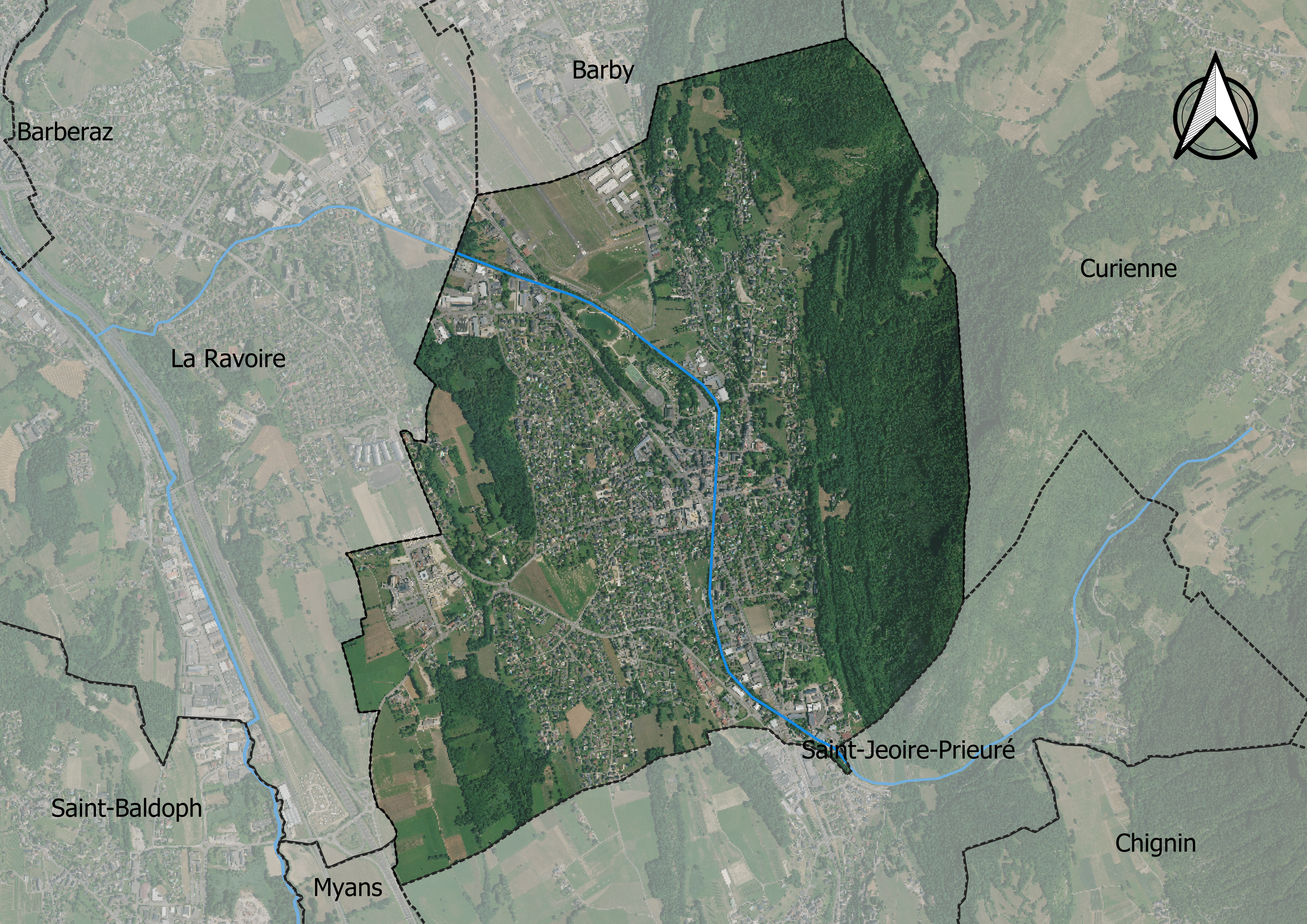
Carte orthophotogrammétrique de la commune.

## Toponymie
Challes se rattache à l'étymon pré-indo-européen cal-, maison, abri, d'où dérive également chalet. L'équivalent latin est quietus, voir Queige.
En francoprovençal, le nom de la commune s'écrit Shale, selon la graphie de Conflans.

## Histoire
L'origine de Challes-les-Eaux remonte à la fin du XIVe siècle et doit son nom à un seigneur de la famille de Challes, famille qui possédait dès le XIIIe siècle un immense territoire en Bresse. Le comte Amédée V de Savoie, par son mariage avec Sybille, incorpora la Bresse à son comté et par conséquent l'ensemble des terres de Challes. Un siècle plus tard, un des membres de la famille devint seigneur du Puy, village de la paroisse de Triviers. En 1594, les biens du dernier descendant de la famille de Challes, décédé sans héritiers, furent cédés à Louis Milliet, baron de Faverges.
La famille Milliet, est une très ancienne famille savoyarde, originaire de Genève. Les membres de la famille sont successivement titrés baron puis marquis de Faverges (1644), baron (1595) puis marquis de Challes (1669), baron (1628) puis marquis d'Arvillars (1678). La famille Milliet est composée de trois branches : Faverges, Challes et Arvillars, et subsiste encore.
La seigneurie de Challes est transmise de père en fils dans la famille Milliet : Louis, puis son fils Hector, puis Jean Louis, puis Jean Baptiste, puis Henri Joseph Milliet de Challes, dernier de sa branche, mort en 1777. Du temps des marquis de Challes, Jean-Jacques Rousseau est venu donner des leçons de musique à deux demoiselles Milliet de Challes : Catherine Françoise (future marquise Costa de Beauregard) et Gasparde, qu'il décrit dans ses Confessions. Après la mort du dernier marquis de Challes, le château passe à la branche aînée : les Milliet de Faverges.
A la Révolution, Jacques-Antoine Balmain, juge au Tribunal d'appel de Grenoble, achète le domaine de Challes et ses dépendances par contrat du 5 thermidor an IV. La fille de Balmain épouse le docteur Louis Domenget, médecin du roi de Sardaigne, syndic de la commune, qui découvre en 1841 la source qui change la destinée de la commune jusqu'à lui donner un nouveau nom en 1872 : Challes-les-Eaux,. Domenget vend le château et les eaux à une société qui transforme le château en hôtel et exploite les Thermes.
Le 6 mai 1784, la première expédition en montgolfière[Information douteuse] est effectué entre le parc du château de Buisson-Rond et Triviers où l'appareil aux ordres de l'ingénieur Louis Brun et de Xavier de Maistre (un officier au régiment de Real-Navi), se pose.
En 1872, Triviers est renommé Challes-les-Eaux.

## Politique et administration
La commune de Challes-les-Eaux est rattachée administrativement à l’arrondissement de Chambéry. Depuis le redécoupage de 2014, elle est l'une des six communes composant le canton de La Ravoire et fait aussi partie de la troisième circonscription de la Savoie.

### Tendances politiques et résultats
L’électorat Challésien semble voter majoritairement à droite, à quelques exceptions près. En effet, lors des élections européennes de 2004 et des élections régionales de 2010, la population vote majoritairement pour un candidat de gauche. Lors des élections cantonales de 2004, c’est un candidat centrise qui est favorisé par le corps électoral challésien. Lors des référendums, la population vote principalement pour le Oui, mais le taux d’abstention reste assez important, atteignant plus de 70 % pour celui de 2002.
Élections présidentielles, résultats des seconds tours
| Année | 1er score | 1er score                          | 2e score | 2e score                            | Blancs ou nuls | Participation |
| ----- | --------- | ---------------------------------- | -------- | ----------------------------------- | -------------- | ------------- |
| 2017  |           | 69 % pour Emmanuel Macron (EM)     |          | 31 % pour Marine Le Pen (FN)        | 8,27 %         | 69,48 %       |
| 2012  |           | 59,24 % pour Nicolas Sarkozy (UMP) |          | 40,76 % pour François Hollande (PS) | 4,81 %         | 84,95 %       |
| 2007  |           | 60,86 % pour Nicolas Sarkozy (UMP) |          | 39,14 % pour Ségolène Royal (PS)    | 4,37 %         | 80,80 %       |
| 2002  |           | 82,21 % pour Jacques Chirac (RPR)  |          | 17,79 % pour Jean-Marie Le Pen (FN) | 4,98 %         | 79,71 %       |

Élections législatives, résultats des premiers et seconds tours
| Année | 1er score | 1er score                                        | 2e score | 2e score                                               | Blancs ou nuls | Participation |
| ----- | --------- | ------------------------------------------------ | -------- | ------------------------------------------------------ | -------------- | ------------- |
| 2017  |           | 53,77 % pour Émilie Bonnivard (Les Républicains) |          | 46,23 % pour Philip Vivier (La République en marche !) | 11,23 %        | 38,00 %       |
| 2012  |           | 55,81 % pour Pierre-Marie Charvoz (DVD)          |          | 44,19 % pour Béatrice Santais (SOC)                    | 1,35 %         | 57,49 %       |
| 2007  |           | 60,71 % pour Michel Bouvard (UMP)                |          | 39,29 % pour Bernadette Laclais (PS)                   | 2,34 %         | 97,66 %       |
| 2002  |           | 60,83 % pour Michel Bouvard (UMP)                |          | 39,17 % pour Bernadette Laclais (PS)                   | 2,52 %         | 97,48 %       |

Élections européennes, résultats des deux meilleurs scores
| Année | 1er score | 1er score                               | 2e score | 2e score                                | Blancs ou nuls | Participation |
| ----- | --------- | --------------------------------------- | -------- | --------------------------------------- | -------------- | ------------- |
| 2014  |           | 26,46 % pour Renaud Muselier (LUMP)     |          | 22,48 % pour Jean-Marie Le Pen (LFN)    | 0,91 %         | 47,39 %       |
| 2009  |           | 34,41 % pour Françoise Grossetête (UMP) |          | 20,22 % pour Michèle Rivasi (EELV)      | 1,21 %         | 44,68 %       |
| 2004  |           | 28,51 % pour Michel Rocard (PS)         |          | 21,53 % pour Françoise Grossetête (UMP) | 2,37 %         | 44,17 %       |

Élections régionales, résultats des seconds tours
| Année | 1er score | 1er score                               | 2e score | 2e score                                 | Blancs ou nuls | Participation |
| ----- | --------- | --------------------------------------- | -------- | ---------------------------------------- | -------------- | ------------- |
| 2015  |           | 44,74 % pour Laurent Wauquiez (LUD)     |          | 33,91 % pour Jean-Jack Queyranne (LUG)   | 1,43 %         | 58,41 %       |
| 2010  |           | 46,87 % pour Jean-Jack Queyranne (LUG)  |          | 41,15 % pour Françoise Grossetête (LMAJ) | 1,45 %         | 53,01 %       |
| 2004  |           | 46,71 % pour Anne-Marie Comparini (LDR) |          | 42,61 % pour Jean-Jack Queyranne (LGA)   | 1,67 %         | 67,38 %       |

Élections cantonales et départementales, résultats des seconds tours
| Année | 1er score | 1er score                                                  | 2e score | 2e score                                           | Blancs ou nuls | Participation |
| ----- | --------- | ---------------------------------------------------------- | -------- | -------------------------------------------------- | -------------- | ------------- |
| 2015  |           | 70,32 % pour Frédéric Bret et Nathalie Laumonnier (BC-DVD) |          | 29,68 % pour Brice Bernard et Marie Dauchy (BC-FN) | 5,06 %         | 47,71 %       |

Avant le redécoupage des cantons en 2014, on parle d’élections cantonales.
| Année | 1er score | 1er score                            | 2e score | 2e score                           | Blancs ou nuls     | Participation      |
| ----- | --------- | ------------------------------------ | -------- | ---------------------------------- | ------------------ | ------------------ |
| 2011  |           | 53,54 % pour Jean-Marc Leoutre (DVD) |          | 46,46 % pour Robert Gardette (SOC) | 2,36 %             | 44,09 %            |
| 2008  |           | Données manquantes                   |          | Données manquantes                 | Données manquantes | Données manquantes |
| 2004  |           | 60,26 % pour Patrick Mignola (UDF)   |          | 39,74 % pour Ségolène Royal (SOC)  | 4,34 %             | 67,99 %            |
| 2001  |           | Données manquantes                   |          | Données manquantes                 | Données manquantes | Données manquantes |

Élections municipales, résultats des premiers tours
De 2001 à 2014, Daniel Grosjean est réélu maire dès le premier tour. À la suite de sa démission le 28 novembre 2018,, il est remplacé par sa première adjointe, Josette Rémy, qui devient la première femme à devenir maire de Challes-les-Eaux. Elle est confirmée à ce poste lors des élections de mars 2020 en étant réélue dès le premier tour, sans liste d’oposition déclarée.

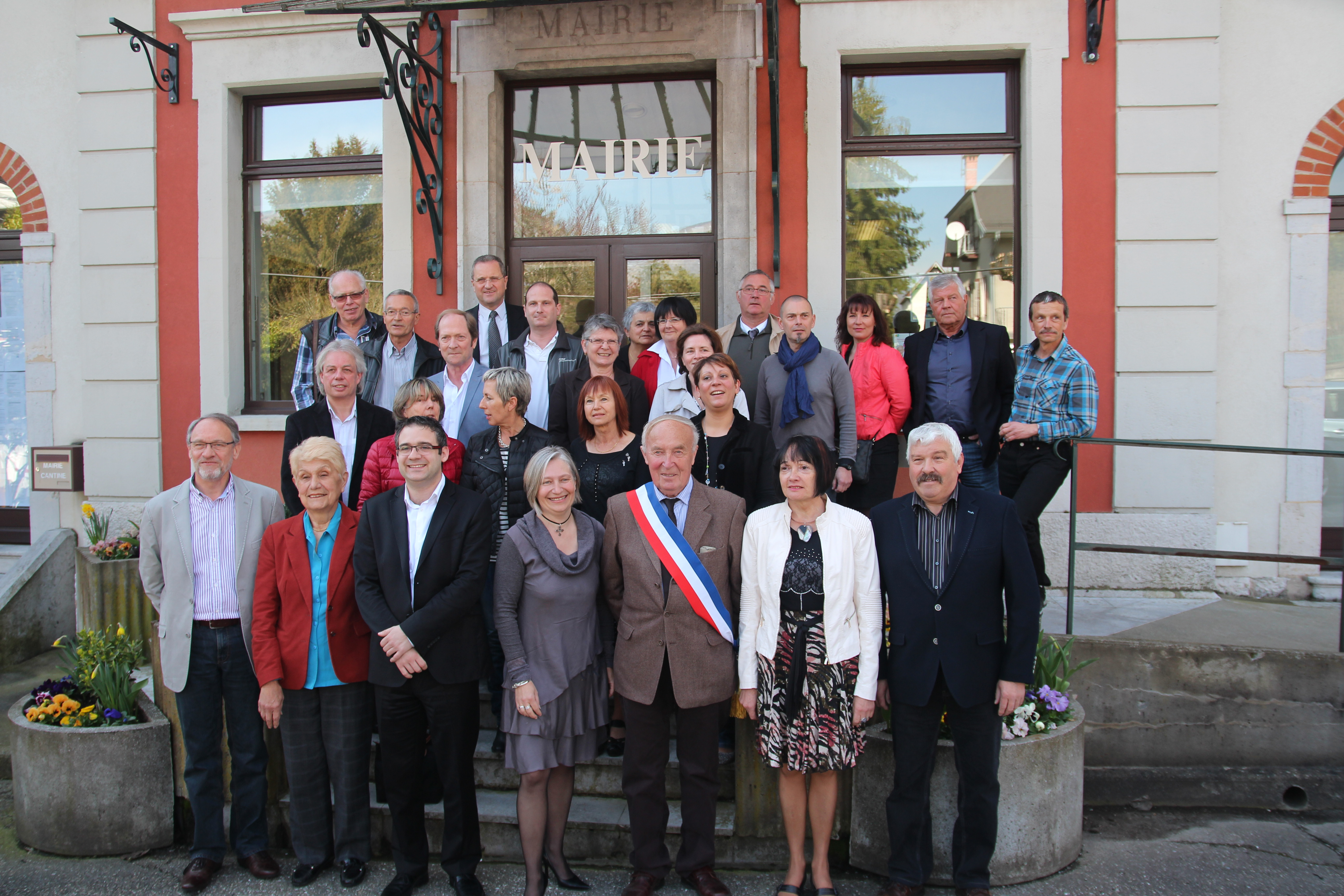
Daniel Grosjean (au 1er rang, au centre et maire de 1992 à 2018) entouré par les élus en 3 2014.

| Année | 1er score | 1er score                          | 2e score | 2e score                            | Blancs ou nuls | Participation |
| ----- | --------- | ---------------------------------- | -------- | ----------------------------------- | -------------- | ------------- |
| 2020  |           | 100,0 % pour Josette Rémy (DVC)    |          |                                     | 3,27 %         | 25,34 %       |
| 2014  |           | 56,27 % pour Daniel Grosjean (DVD) |          | 43,72 % pour Jean-Luc Clanet (LDIV) | 3,33 %         | 57,49 %       |
| 2008  |           | 63,60 % pour Daniel Grosjean (DVD) |          | 36,40 % pour Maurice Meunier (LUG)  | 2,32 %         | 69,69 %       |
| 2001  |           | 66,02 % pour Daniel Grosjean (LDD) |          | 41,06 % pour Maurice Meunier (LGA)  | 2,39 %         | 75,44 %       |

Référendums
| Nom                                                                             | OUI     | NON     | Blancs ou nuls | Participation |
| ------------------------------------------------------------------------------- | ------- | ------- | -------------- | ------------- |
| Référendum de 2005 relatif au traité établissant une Constitution pour l’Europe | 55,95 % | 44,05 % | 2,62 %         | 71,16 %       |
| Référendum de 2000 relatif au quinquennat présidentiel                          | 73,58 % | 26,42 % | 15,09 %        | 29,18 %       |
| Référendum de 1992 relatif à la ratification du traité de Maastricht            | 58,95 % | 41,05 % | 1,78 %         | 69,47 %       |

### Liste des maires
Depuis la fin de la Seconde Guerre mondiale, cinq maires se sont succédé à la mairie de Challes-les-Eaux.

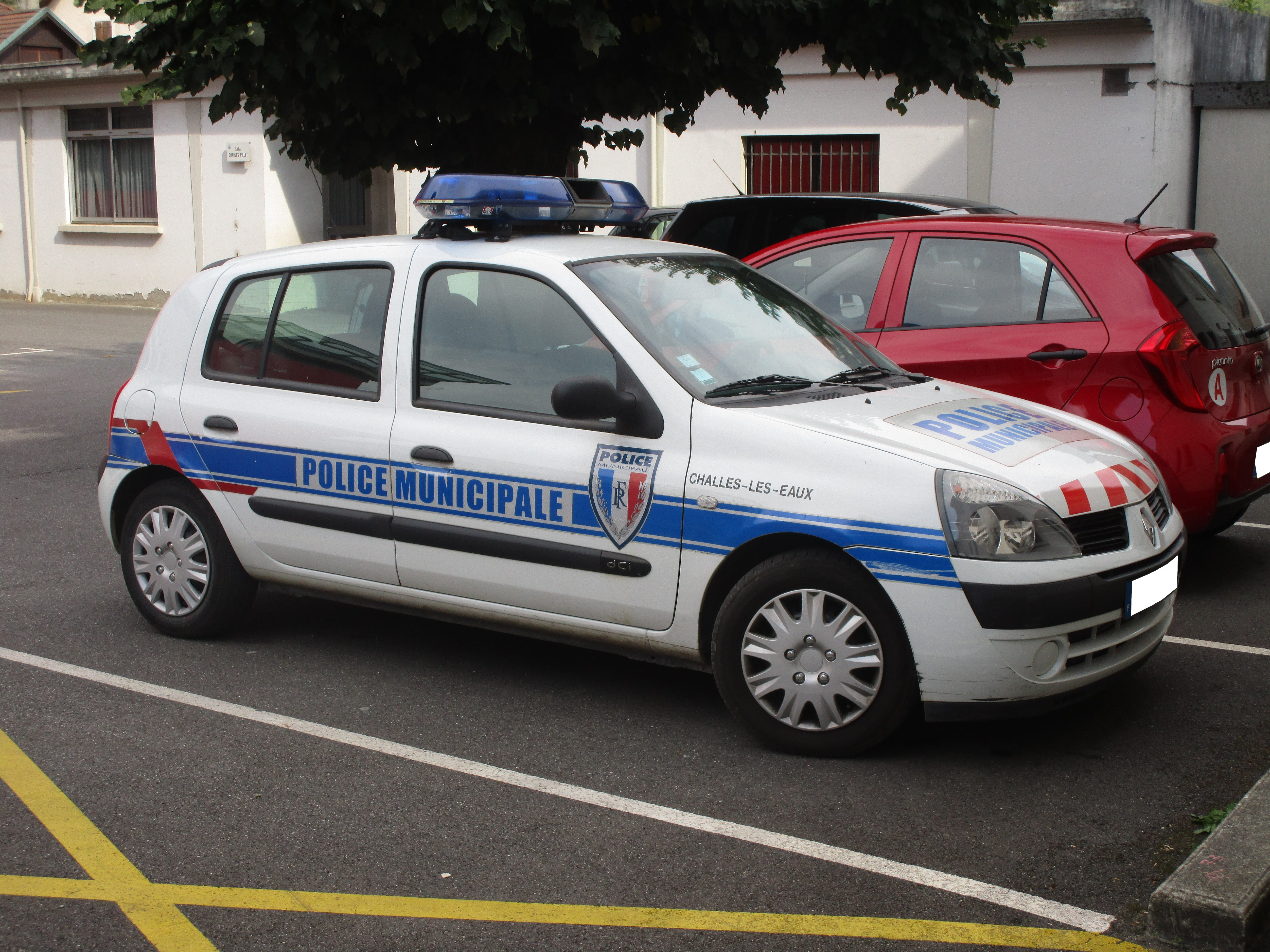
Le véhicule de la police municipale de Challes-les-Eaux en 10 2016.

| Période       | Période                   | Identité        | Étiquette       | Qualité |
| ------------- | ------------------------- | --------------- | --------------- | --- |
| 1944          | mars 1965                 | Marcel Fournier |                 | Architecte Réélu en 1953 et 1959                                                                                      |
| mars 1965     | mars 1977                 | Roger Dumollard | PS              | Professeur, fondateur de Challes-les-Eaux Basket et Connaissance de Challes-les-Eaux et de ses environs Réélu en 1971 |
| mars 1977     | 1992 (démission)          | Michel Maurin   | RPR             | Cadre commercial Président du SIAC (1983 → 1995) Réélu en 1983 et 1989                                                |
| 1992          | novembre 2018 (démission) | Daniel Grosjean | RPR puis UMP-LR | Électricien retraité Conseiller délégué de Grand Chambéry Réélu en 1995, 2001, 2008 et 2014 Démissionnaire,           |
| décembre 2018 | En cours (au juin 2020)   | Josette Rémy    | DVD-DVC         | Inspecteur des finances Réélue en 2020 Conseillère départementale depuis 2021                                         |

### Instances judiciaires et administratives
Challes-les-Eaux relève de la cour administrative d’appel de Lyon, de la cour d’appel de Chambéry, de la cour d’assises de Chambéry, du tribunal administratif de Grenoble. Le conseil de prud’hommes, le tribunal d’instance, le tribunal de commerce, le tribunal de grande instance, le tribunal paritaire des baux ruraux et le tribunal pour enfants sont situés à Chambéry.
Une brigade territoriale de proximité de la gendarmerie nationale est implantée à Challes-les-Eaux, mais le centre de secours le plus proche se trouve à Chambéry.
La commune dispose également de deux policiers municipaux et d’un bureau de poste.

### Jumelage

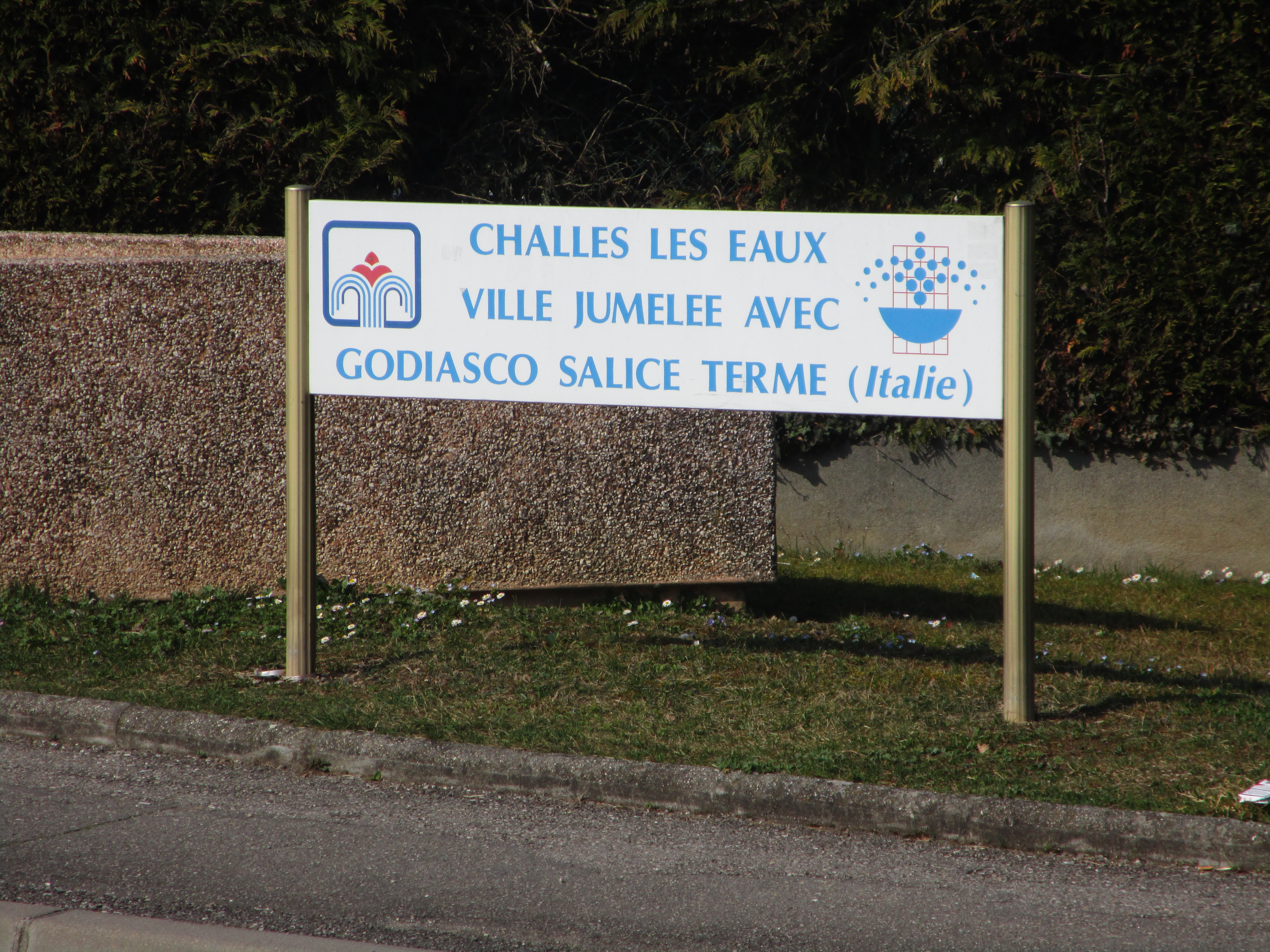
Le panneau signalant le jumelage des deux communes à l’entrée de Challes-les-Eaux.

À la fin de l'année 1997, le jumelage entre Challes-les-Eaux et Godiasco Salice Terme est mis en place afin de construire des liens de paix et d’amitié entre les deux communes de France et d’Italie, et développer les échanges culturels, scolaires et sportifs. Le jumelage est effectif les 27 et 28 mai 2000.
Cette ville italienne est située dans la province de Pavie au Nord de l’Italie dans la région de Lombardie : elle présente de nombreux points communs avec Challes-les-Eaux sur les points suivants : importance démographique, le thermalisme, l’histoire des communes, leur économie, et la proximité des exploitations viticoles.
Ces deux communes ont fêté leur dixième anniversaire de jumelage en 2010.
À cette occasion, le cinéma de la commune de Challes-les-Eaux propose, au cours du mois de mars, une semaine de cinéma consacrée aux films italiens (3 films tout public). Des cours d’italien sont aussi organisés afin de faciliter le dialogue entre ces deux villes.
Plusieurs activités sont proposées chaque année telles que des pique-niques, des cours d’italien, un forum des associations, des réceptions d’invitations entre jumeaux, des voyages culturels découverte de l’Italie, la promotion label Savoie, le cinéma italien et une chorale.

## Population et société

### Démographie
Les habitants de la commune sont appelés les Challésiens.
L'évolution du nombre d'habitants est connue à travers les recensements de la population effectués dans la commune depuis 1793. Pour les communes de moins de 10 000 habitants, une enquête de recensement portant sur toute la population est réalisée tous les cinq ans, les populations de référence des années intermédiaires étant quant à elles estimées par interpolation ou extrapolation. Pour la commune, le premier recensement exhaustif entrant dans le cadre du nouveau dispositif a été réalisé en 2006.

En 2022, la commune comptait 5 626 habitants, en évolution de +3 % par rapport à 2016 (Savoie : +3,63 %, France hors Mayotte : +2,11 %).
| 1793 | 1800 | 1806 | 1822 | 1838 | 1848 | 1858 | 1861 | 1866 |
| ---- | ---- | ---- | ---- | ---- | ---- | ---- | ---- | ---- |
| 397  | 449  | 465  | 621  | 639  | 636  | 621  | 605  | 576  |

| 1872 | 1876 | 1881 | 1886 | 1891 | 1896 | 1901 | 1906 | 1911 |
| ---- | ---- | ---- | ---- | ---- | ---- | ---- | ---- | ---- |
| 581  | 590  | 602  | 588  | 612  | 572  | 588  | 645  | 587  |

| 1921 | 1926 | 1931 | 1936 | 1946  | 1954  | 1962  | 1968  | 1975  |
| ---- | ---- | ---- | ---- | ----- | ----- | ----- | ----- | ----- |
| 547  | 620  | 769  | 805  | 1 171 | 1 294 | 1 448 | 2 031 | 2 308 |

| 1982  | 1990  | 1999  | 2006  | 2011  | 2016  | 2021  | 2022  | - |
| ----- | ----- | ----- | ----- | ----- | ----- | ----- | ----- | - |
| 2 580 | 2 801 | 3 931 | 4 829 | 5 100 | 5 462 | 5 617 | 5 626 | - |

### Enseignement
La commune de Challes-les-Eaux est rattachée à l’académie de Grenoble. Cette académie fait partie de la zone A pour son calendrier de vacances scolaires.
Enseignement primaire
Elle administre une école maternelle — inaugurée à la rentrée 1997 — et une école élémentaire — inaugurée à la rentrée 2002 — communales et dispose d’une école privée, nommée l’École des 4 Saisons, qui regroupe une école maternelle et une école élémentaire. Ouverte depuis la rentrée 2005, elle applique la pédagogie Steiner-Waldorf. Au total, les écoles publiques et privées se composent respectivement de 17 classes (6 en maternelle et 11 en primaire) et 3 classes (2 en maternelle et 1 en primaire) et accueillent 505 élèves en tout (445 en public et 60 en privé).

Établissements scolaires
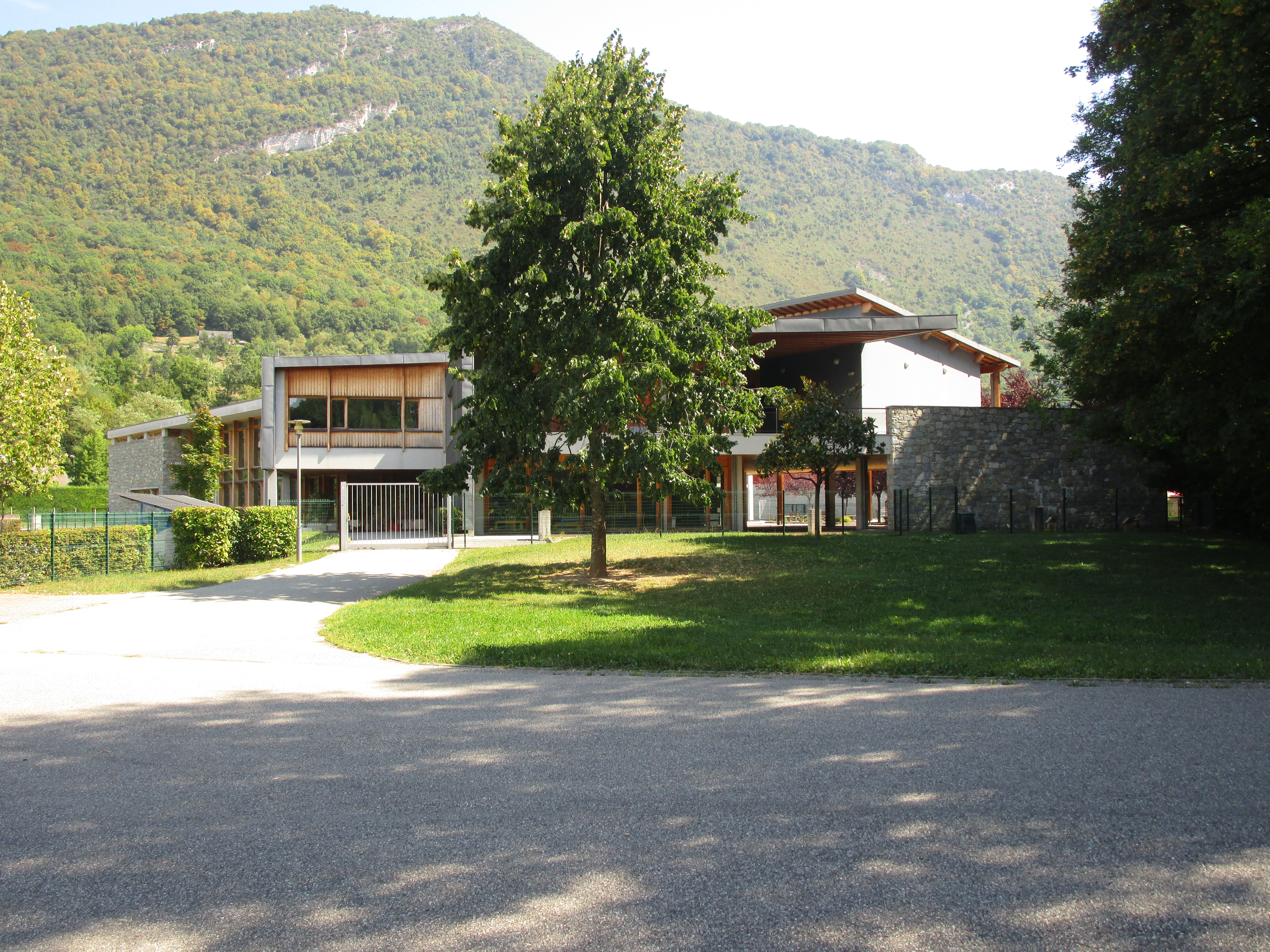
L’école élémentaire en août 2016.
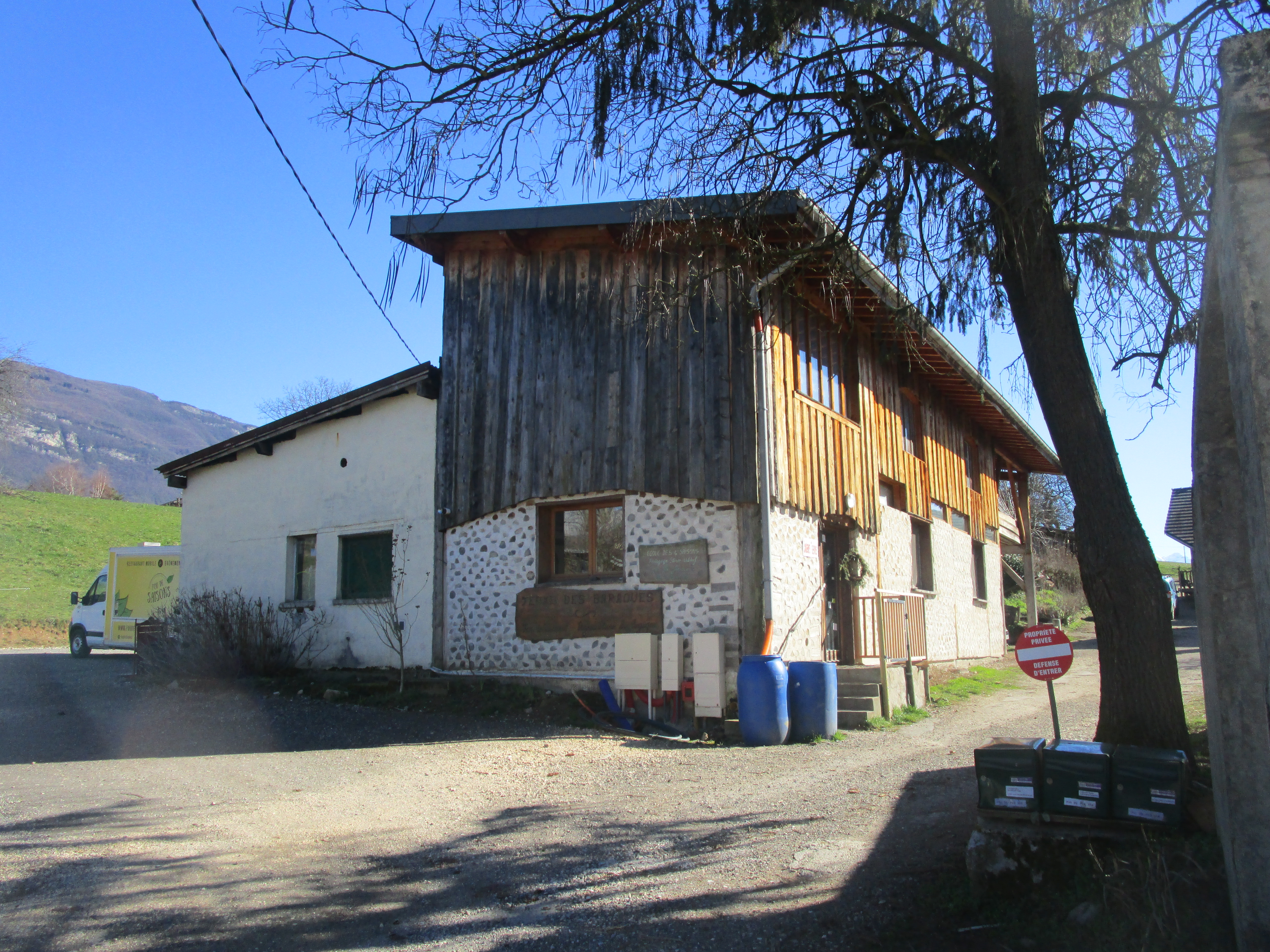
L’École des 4 saisons en février 2016.

Enseignement secondaire

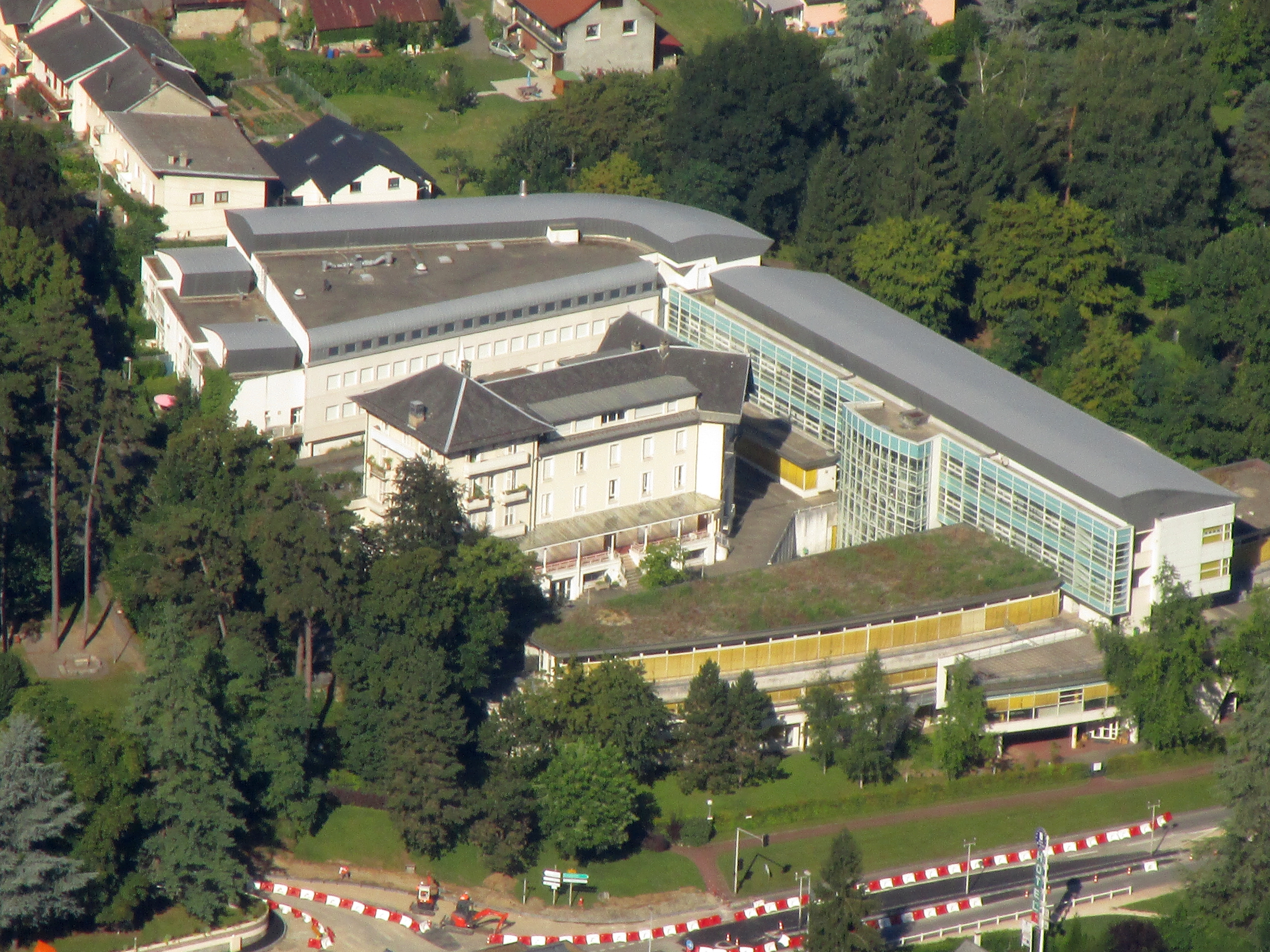
Le lycée hôtelier de Challes-les-Eaux en 8 2016.

La commune ne dispose d’aucun collège, mais sept collèges sont dispersés aux alentours, dans un rayon de deux à cinq kilomètres :
- Edmond Rostand, à La Ravoire[EN 2]
- Jean Mermoz à Barby[EN 3]
- Joseph et Xavier de Maistre, à Saint-Alban-Leysse[EN 4]
- Jules Ferry, à Chambéry[EN 5]
- Louise de Savoie, à Chambéry[EN 6]
- Notre-Dame de la Villette, à La Ravoire (privé)[EN 7]
- Saint-François de Sales, à Chambéry (privé)[EN 8].

Trois lignes de transport scolaires, assurées par Synchro Bus, permettent aux Challésiens de se rendre au collège Jean Mermoz, l’établissent de proximité.
Pour l’enseignement général, le lycée de proximité est le lycée du Granier, situé à La Ravoire, mais les élèves challésiens peuvent également se rendre aux lycées publics de Chambéry, dont les deux plus importants sont le lycée général et technologique Monge et le lycée Vaugelas. En revanche, la commune dispose du seul lycée hôtelier du département.
Enseignement supérieur
Challes-les-Eaux ne dispose d’aucun établissement d’enseignement supérieur sur son territoire. Toutefois, l’Université Savoie Mont Blanc est basée à Chambéry et propose plusieurs formations. Deux de ses campus se situent à moins de vingt kilomètres de Challes-les-Eaux, l’un à Jacob-Bellecombette et l’autre au Bourget-du-Lac, et le troisième se trouve en Haute-Savoie, à Annecy.

### Santé
Challes-les-Eaux dispose depuis 2011 d’un hôpital privé nommé Médipôle de Savoie, capable d'effectuer entre 20 000  et   25 000 interventions chirurgicales annuellement. De nombreuses chirurgies y sont pratiquées, aussi bien générale que spécialisée, telles que dans les domaines des cancer, urologie, digestion, gynécologie, vaisseaux sanguins, orthopédie, ligaments, ophtalmologie, oto-rhino-laryngologie, gastro-entérologie et chirurgie réparatrice.
La station thermale dispose également de thermes où deux grandes catégories de maladies au niveau des voies respiratoires et gynécologiques sont traitées. Les maladies suivantes y sont soignées : les pharyngites, les amygdalites, les rhinopharyngites, les rhinites, les rhinosinusites, les otites, les dysfonctionnements tubaires, les laryngites, les bronchites (avec ou sans dilatation des bronches), les douleurs pelviennes, les troubles hormonaux, les dysménorrhées, les dyspareunies…

### Vie culturelle et associative
33 associations sont enregistrées à Challes-les-Eaux (en 2015). Elles organisent régulièrement des manifestations à la médiathèque Samivel.

#### Manifestations culturelles et festivités

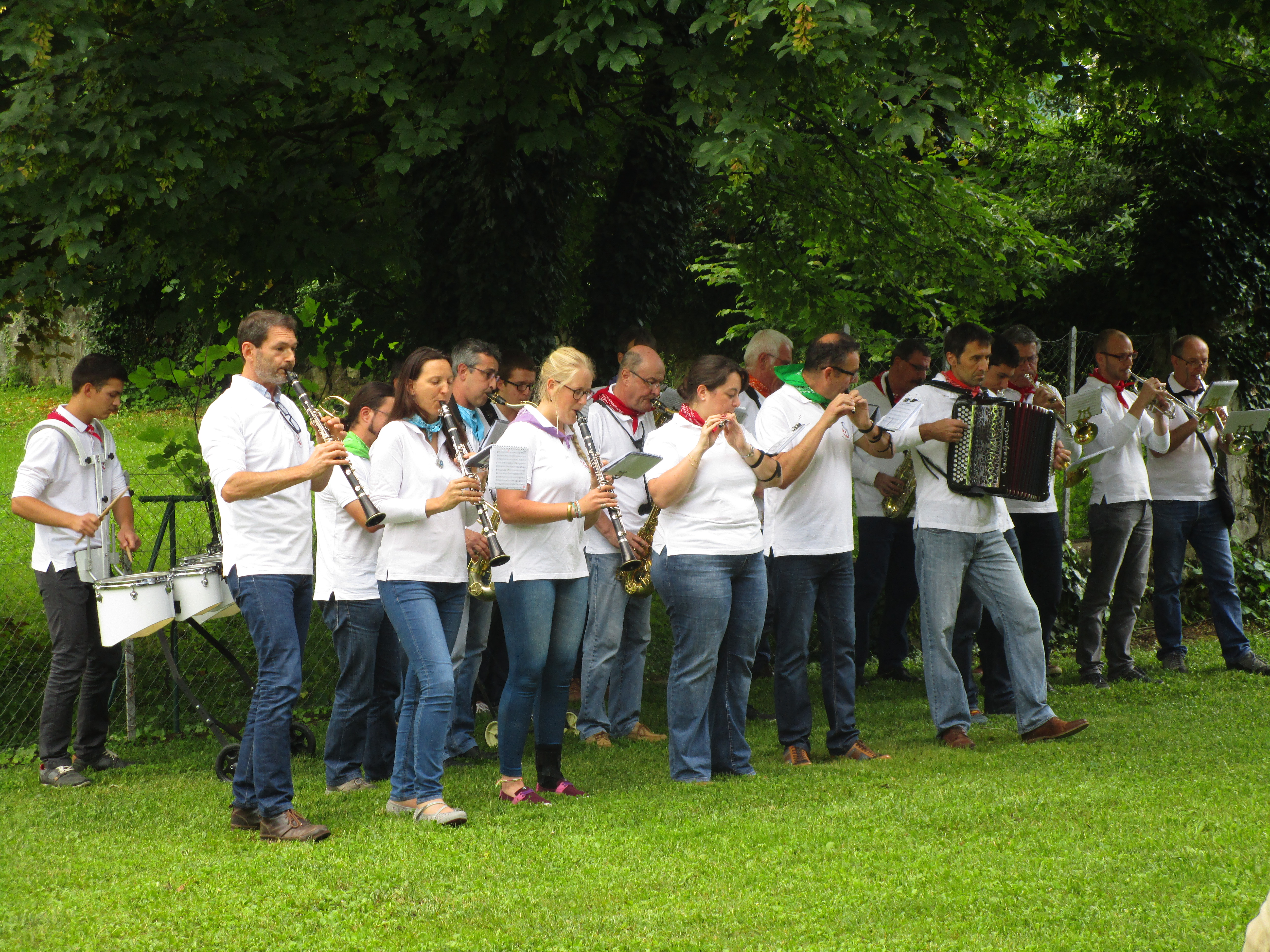
Le groupe La Bandanaz lors d’un Vendredi en Musiques en 6 2016.

Chaque semaine, de nombreuses soirées sont organisées par les différentes associations de la commune. Ces soirées prennent la forme de débats, de projections vidéo, de conférence ou de diaporamas et ont des thèmes variées, tels que l’histoire, les questions de société, l’économie, la géographie...
Lors des anniversaires (bicentenaire de la bataille de Waterloo, dix ans de la médiathèque Samivel, etc.), diverses activités sont proposées, telles que des reconstitutions, des séances de cinéma, des concerts ou encore des conférences.
Jusqu’en 2016, l’Office de Tourisme, alors géré par une association loi de 1901 — depuis le 1er janvier 2017, la compétence Tourisme a été récupérée par la communauté d’agglomération du Grand Chambéry —, organisait un concert dans le parc du casino tous les vendredis soir de mi-juin à mi-septembre. Cette animation, appelée « Vendredis en Musiques », est désormais assurée par la mairie. De nombreux groupes locaux s’y rendent pour des concerts gratuits d’une durée d'une ou deux heures en plein air. En cas de pluie, le concert a lieu dans la salle Elizabeth Loyer, au rez-de-chaussée de la médiathèque Samivel.

#### Équipements culturels
Construite selon les plans de l’architecte Gérard Palloix et inaugurée en 2005, la médiathèque Samivel propose de nombreux livres, CD et revues disponibles à l’emprunt. Une salle polyvalente, nommée Salle Élisabeth Loyer, est installée au rez-de-chaussée et accueille les conférences proposées par les différentes associations de la commune.
Avant cette date, une bibliothèque était installée à la mairie.
Une école de musique est installée au sous-sol du cinéma de Challes-les-Eaux.

### Sports
En 2006, l’équipe de basket-ball féminine de la ville, Challes-les-Eaux Basket, trois fois championne de France et troisième de l'Euroligue en 1993, revient en première division professionnelle : la Ligue féminine de basket. Le club est placé en liquidation judiciaire en juillet 2012 à la suite d'ennuis financiers.

## Économie
La commune fait partiellement partie de l'aire géographique de production et transformation du « Bois de Chartreuse », la première AOC de la filière Bois en France,.

### Emploi
Les deux tableaux ci-dessous présentent les chiffres-clés de l’emploi à Challes-les-Eaux et leur évolution, :
|                               | Challes-les-Eaux 2007 | Challes-les-Eaux 2012 |
| ----------------------------- | --------------------- | --------------------- |
| Population de 15 à 64 ans     | 3313                  | 3373                  |
| Actifs (en %)                 | 74.5                  | 73.9                  |
| dont :                        |                       |                       |
| Actifs ayant un emploi (en %) | 70.0                  | 68.2                  |
| Chômeurs (en %)               | 4.5                   | 5.6                   |

|                                      | Challes-les-Eaux 2007 | Challes-les-Eaux 2012 |
| ------------------------------------ | --------------------- | --------------------- |
| Nombre d’emplois dans la zone        | 1476                  | 2288                  |
| Indicateur de concentration d’emploi | 63.4                  | 98.7                  |

Durant ces cinq années, la population potentiellement active (habitants âgés de 15 à 64 ans) de Challes-les-Eaux a légèrement augmenté, entrainant une légère baisse du taux d’emploi et, par conséquent, une légère hausse du taux de chômage. Plus de 500 emplois ont été dans la commune, permettant d’augmenter l’indicateur de concentration d'emploi, qui a augmenté de 55.7 %.
En 2012, les actifs résidant à Challes-les-Eaux travaillent en très grande majorité dans une autre commune du département (80.4 %) ; 10.5 % des actifs travaillent hors du département, de la région voire de France. Ils sont 19.6 % à occuper un emploi dans leur commune de résidence. La présence du bassin d’emploi de Chambéry métropole draine une importante partie de la population active de Challes-les-Eaux.

### Tissu économique
Le tableau ci-dessous détaille les établissements actifs à Challes-les-Eaux par secteur d’activité au regard du nombre de salariés :
|                                                              | Total | %     | 0 salarié | 1 à 9 salariés | 10 à 19 salariés | 20 à 49 salariés | 50 salariés ou plus |
| ------------------------------------------------------------ | ----- | ----- | --------- | -------------- | ---------------- | ---------------- | ------------------- |
| Ensemble                                                     | 626   | 100.0 | 405       | 182            | 18               | 14               | 7                   |
| Agriculture, sylviculture et pêche                           | 6     | 1.0   | 5         | 1              | 0                | 0                | 0                   |
| Industrie                                                    | 37    | 5.9   | 15        | 16             | 3                | 3                | 0                   |
| Construction                                                 | 72    | 11.5  | 40        | 27             | 3                | 1                | 1                   |
| Commerce, transports, services divers                        | 345   | 54.6  | 220       | 109            | 8                | 5                | 0                   |
| dont commerce et réparation automobile                       | 59    | 9.4   | 32        | 26             | 1                | 0                | 0                   |
| Administration publique, enseignement, santé, action sociale | 169   | 27.0  | 125       | 29             | 4                | 5                | 6                   |
| Champ : ensemble des activités.                              |       |       |           |                |                  |                  |                     |

En 2014, quarante-six entreprises ont été créées à Challes-les-Eaux : zéro dans le domaine de l’industrie, six dans celui de la construction, vingt-sept dans celui du commerce, des transports et des services divers et treize dans celui de l’administration publique, de l’enseignement, de la santé et de l’action sociale, dont trente-six par des auto-entrepreneurs.

## Culture locale et patrimoine

### Lieux et monuments
La commune ne compte aucun lieu ou monument répertorié à l’inventaire des monuments historiques ou à celui du patrimoine culturel, mais l’une des deux cloches de son église est classée monument historique depuis décembre 1942.

#### Patrimoine religieux
Sur les plans de l’architecte Boguty, l’église Saint-Vincent a été construite entre 1836 et 1838 et remplace un édifice plus ancien, érigé vers 1110 à côté du château de Triviers. Celui-ci est alors entouré d’un petit cimetière et est le prieuré de la paroisse de Triviers. Il est détruit par un incendie criminel en 1831. Aujourd’hui, la cloche de l’église est classé au titre « objet » de l’inventaire des monuments historiques.

Église Saint-Vincent
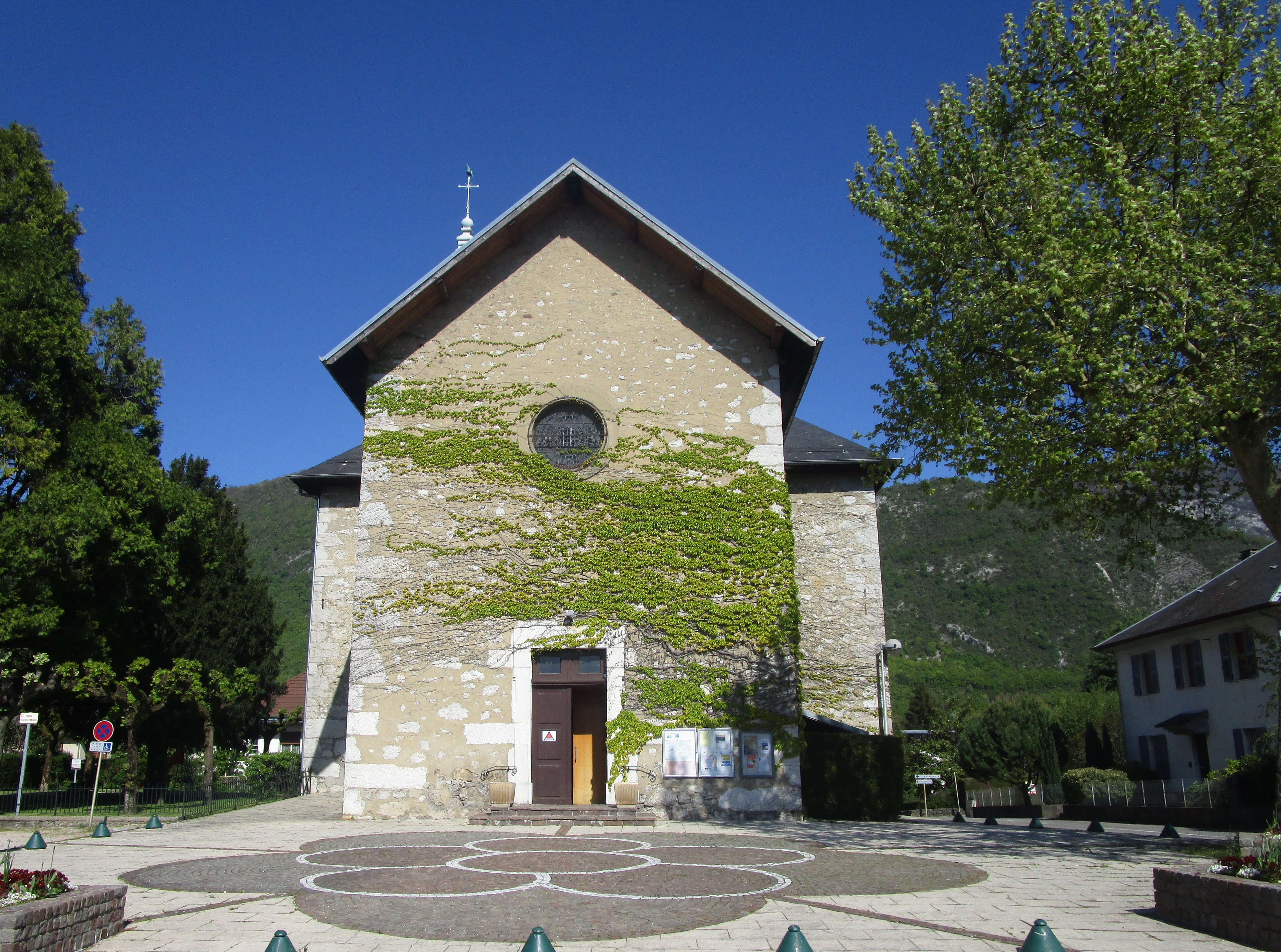
L’église vue de face.
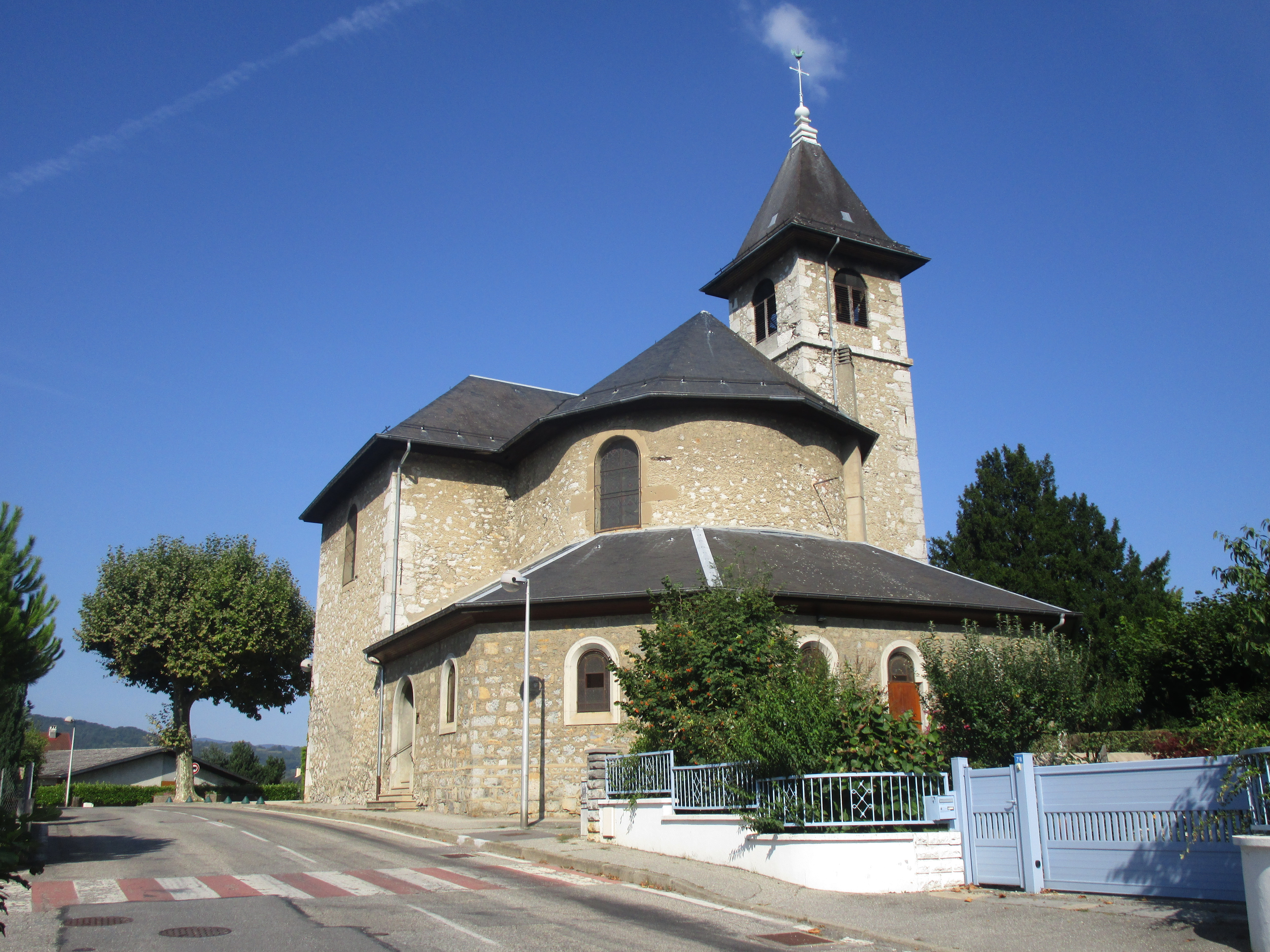
L’église vue de l’arrière.
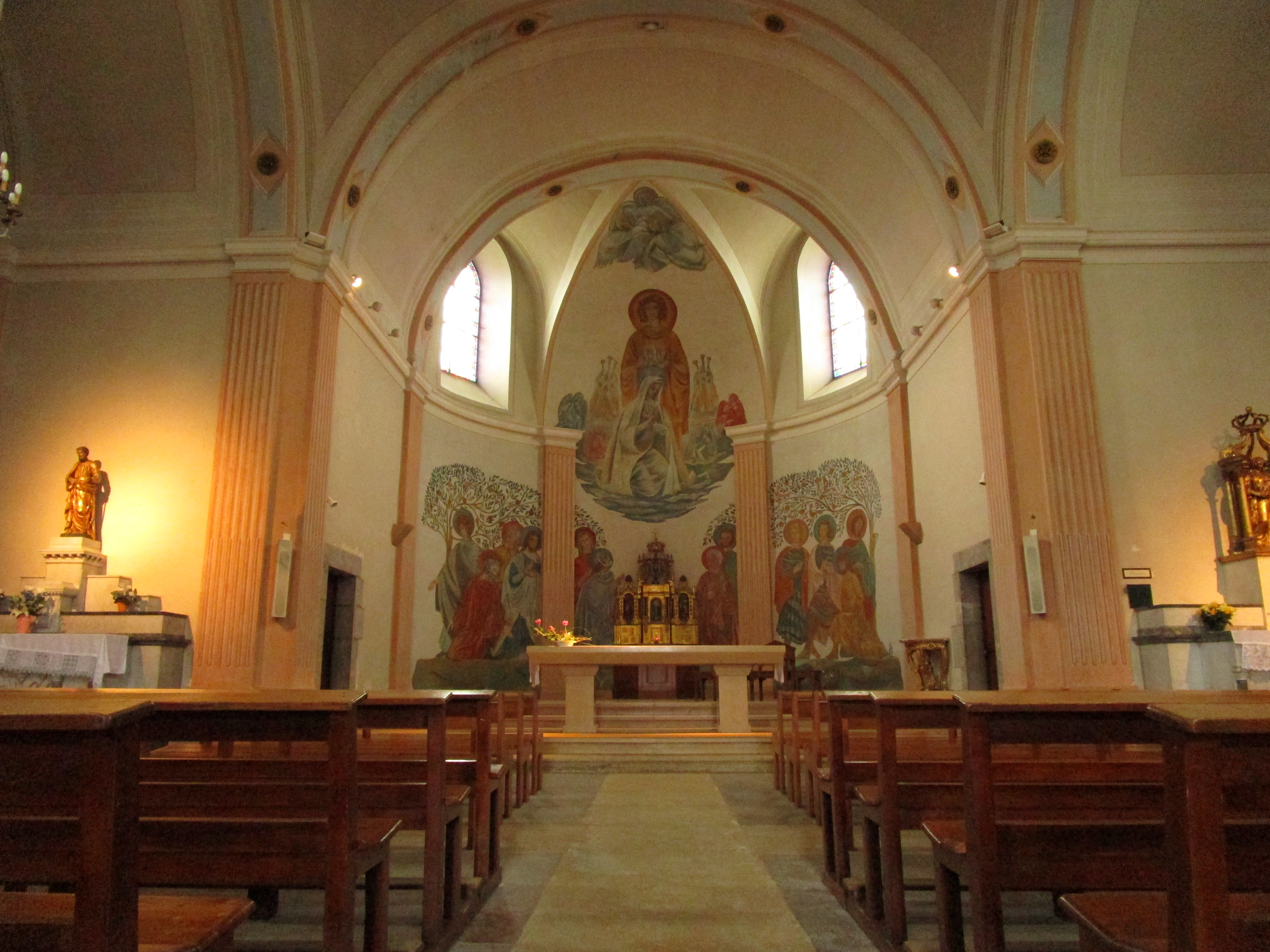
L’intérieur de l’église.

Le presbytère actuel a été construit en 1864.
Plusieurs croix monumentales et croix de chemin en granite sont recensées sur le territoire communal.

Patrimoine religieux
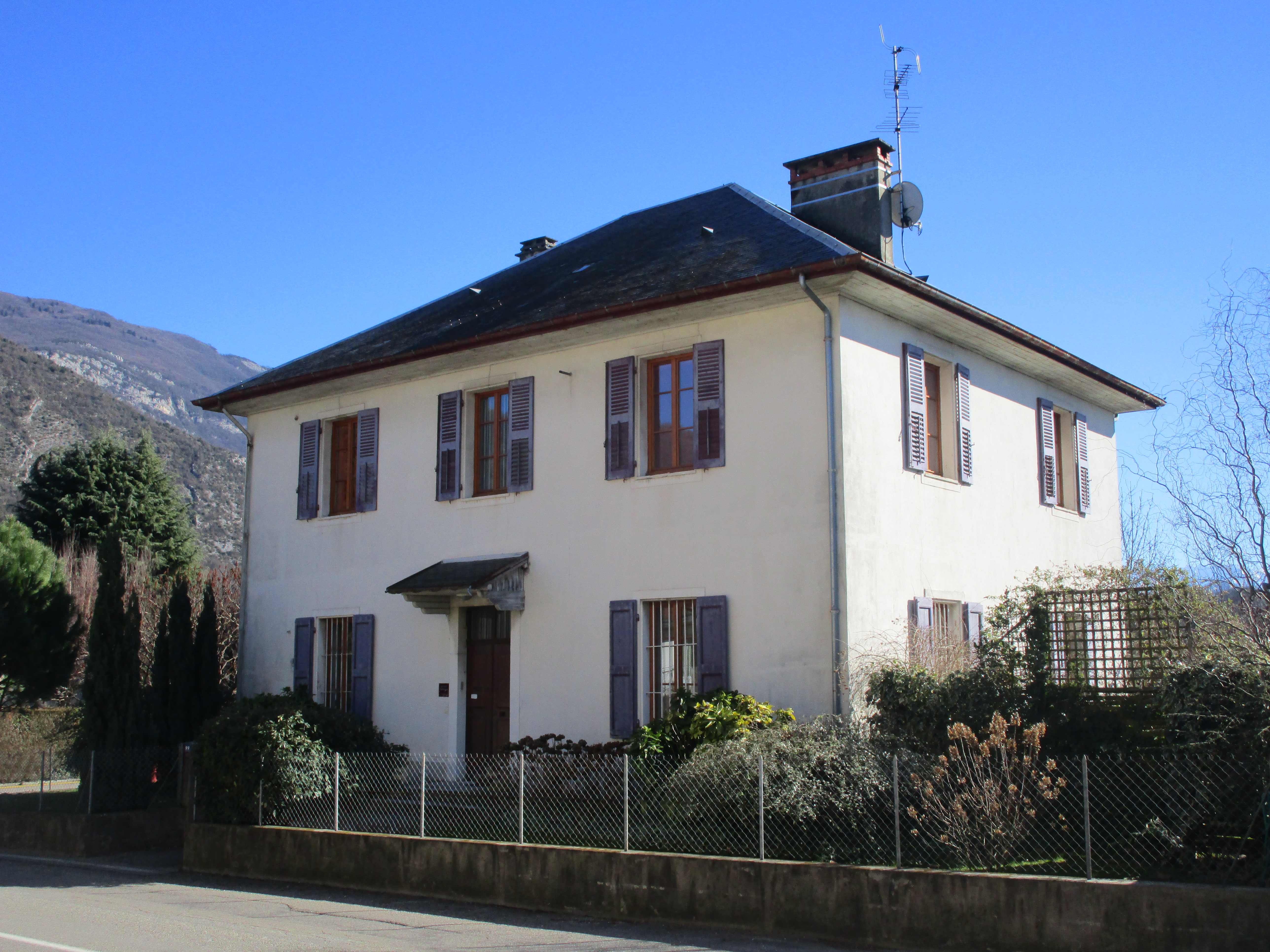
Le presbytère en février 2016.
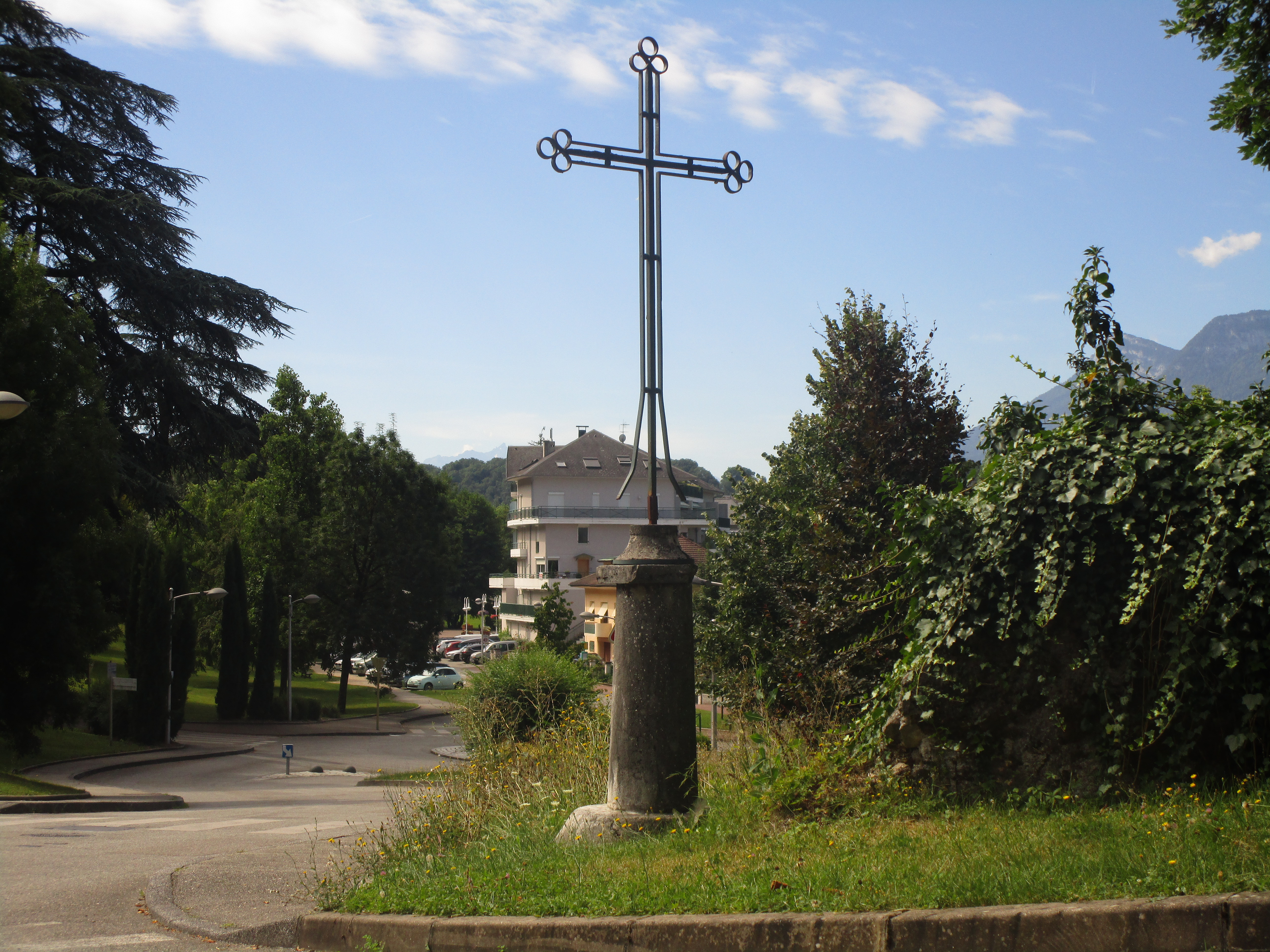
Une croix de chemin dans la Montée du château.
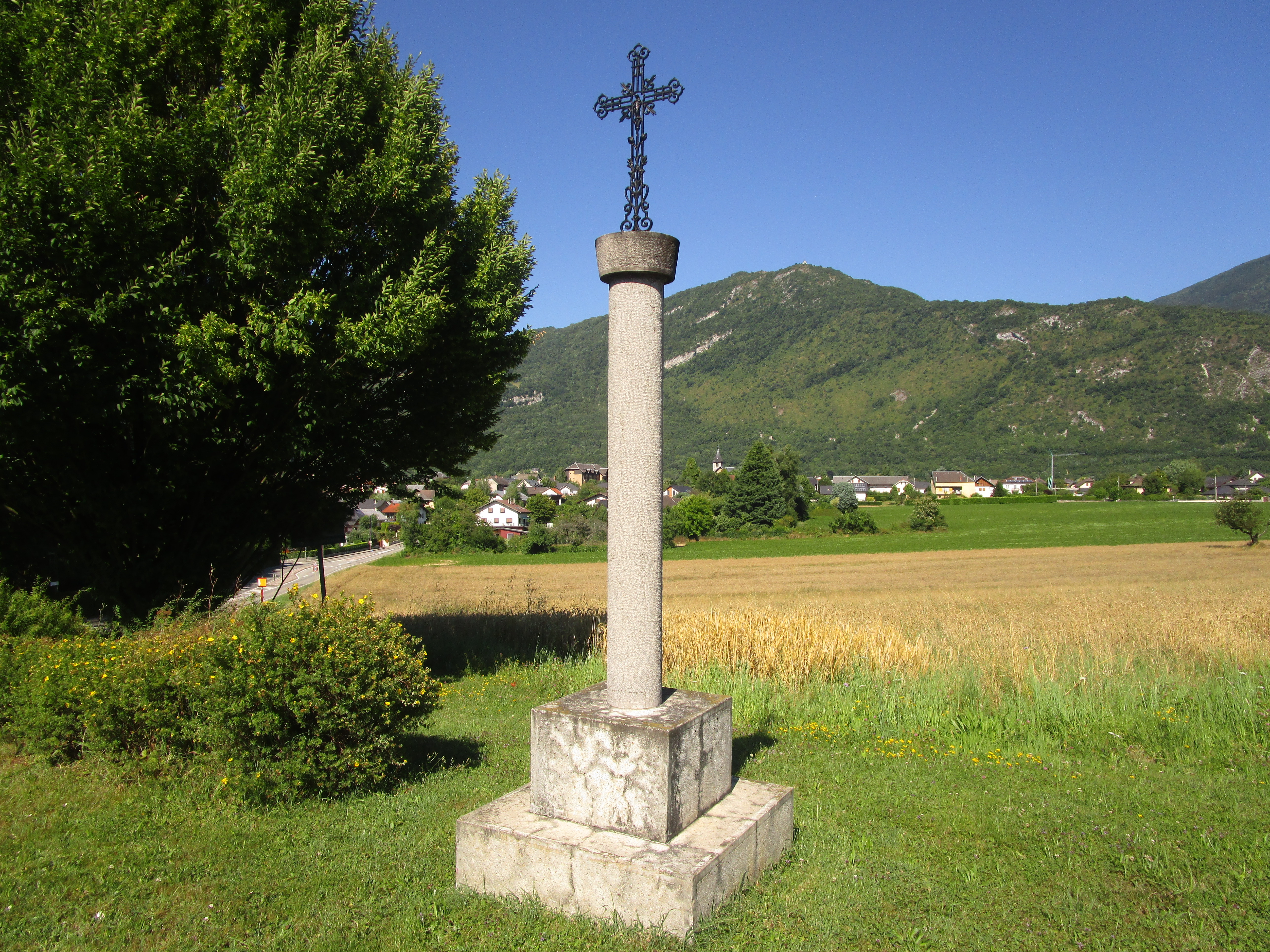
Une croix de chemin dans la Rue Jean Moulin.
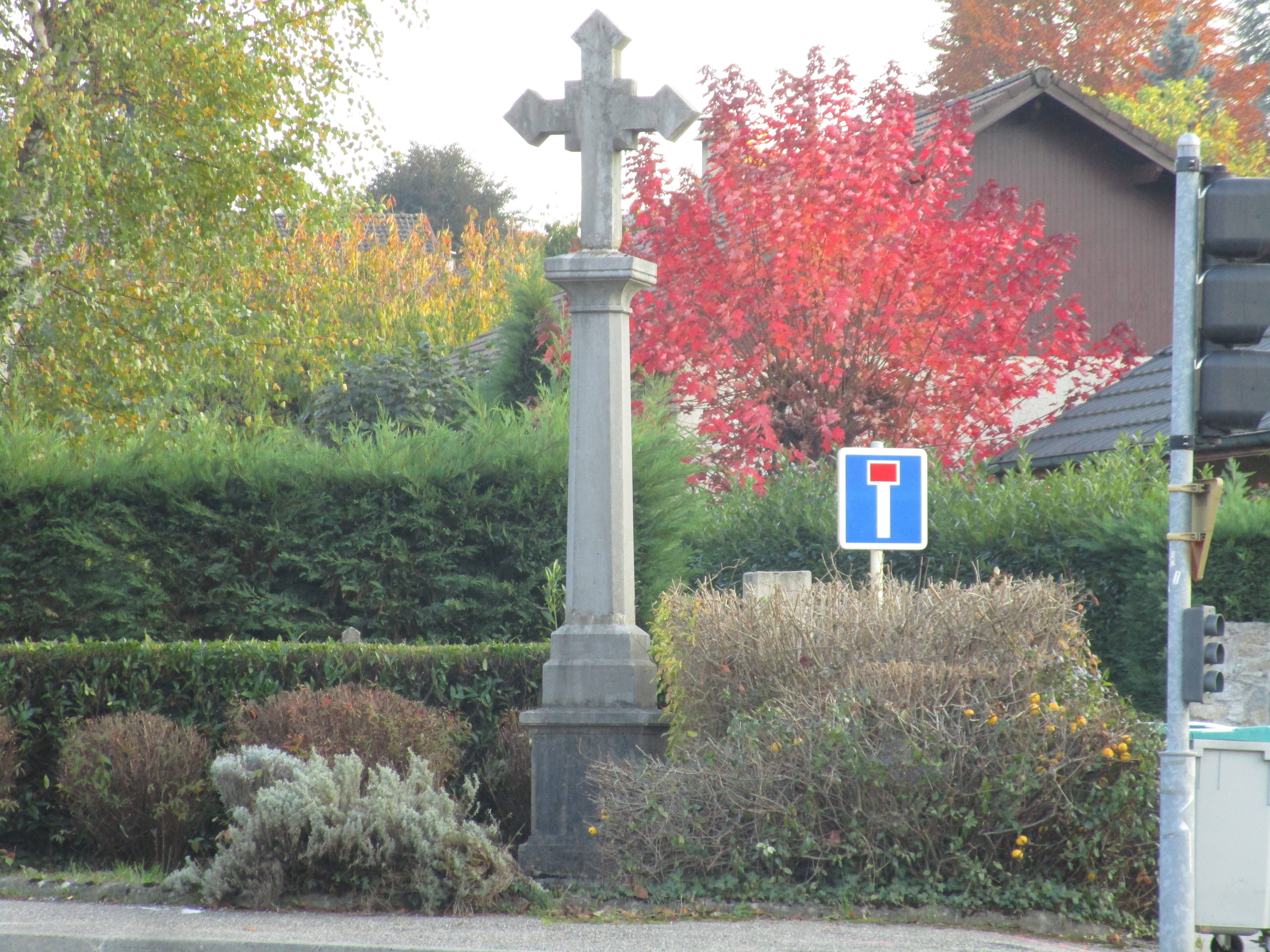
Une croix de mission dans la Rue des Baraques.

#### Patrimoine civil
Trois châteaux sont présents sur le territoire communal : le château dit des Comtes de Challes (XIIIe siècle), le château de Triviers (XVIe siècle) et le château de Corogna (XXe siècle).
Challes-les-Eaux dispose également de thermes, inauguré en 1874, ainsi que d’un casino, construit en 1883 dans sur le modèle du style Empire.
On note également une présence importante du petit patrimoine : fontaines, puits, lavoirs, fours à pain, etc.

Patrimoine civil
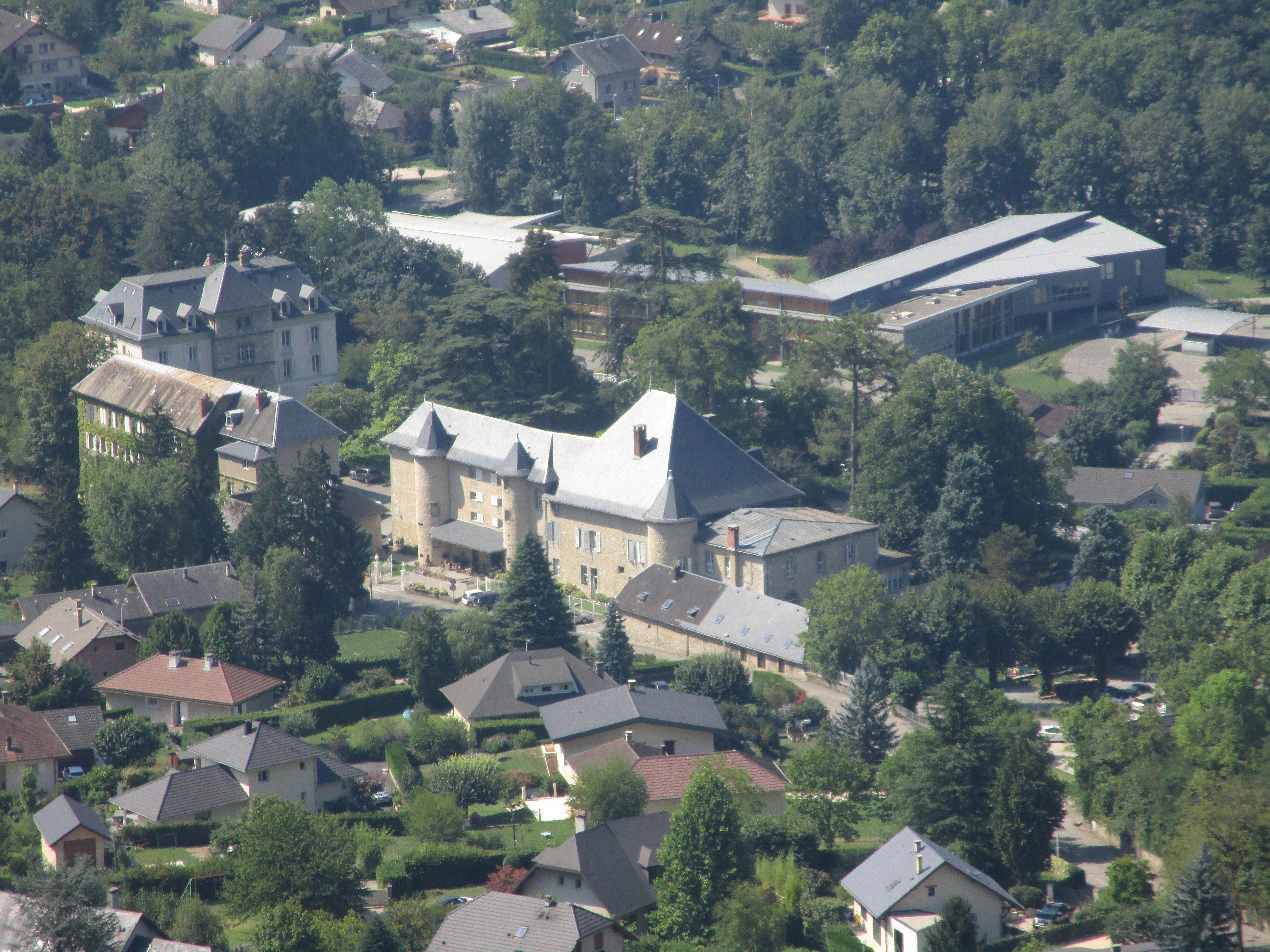
Le château des Comtes de Challes en août 2015.
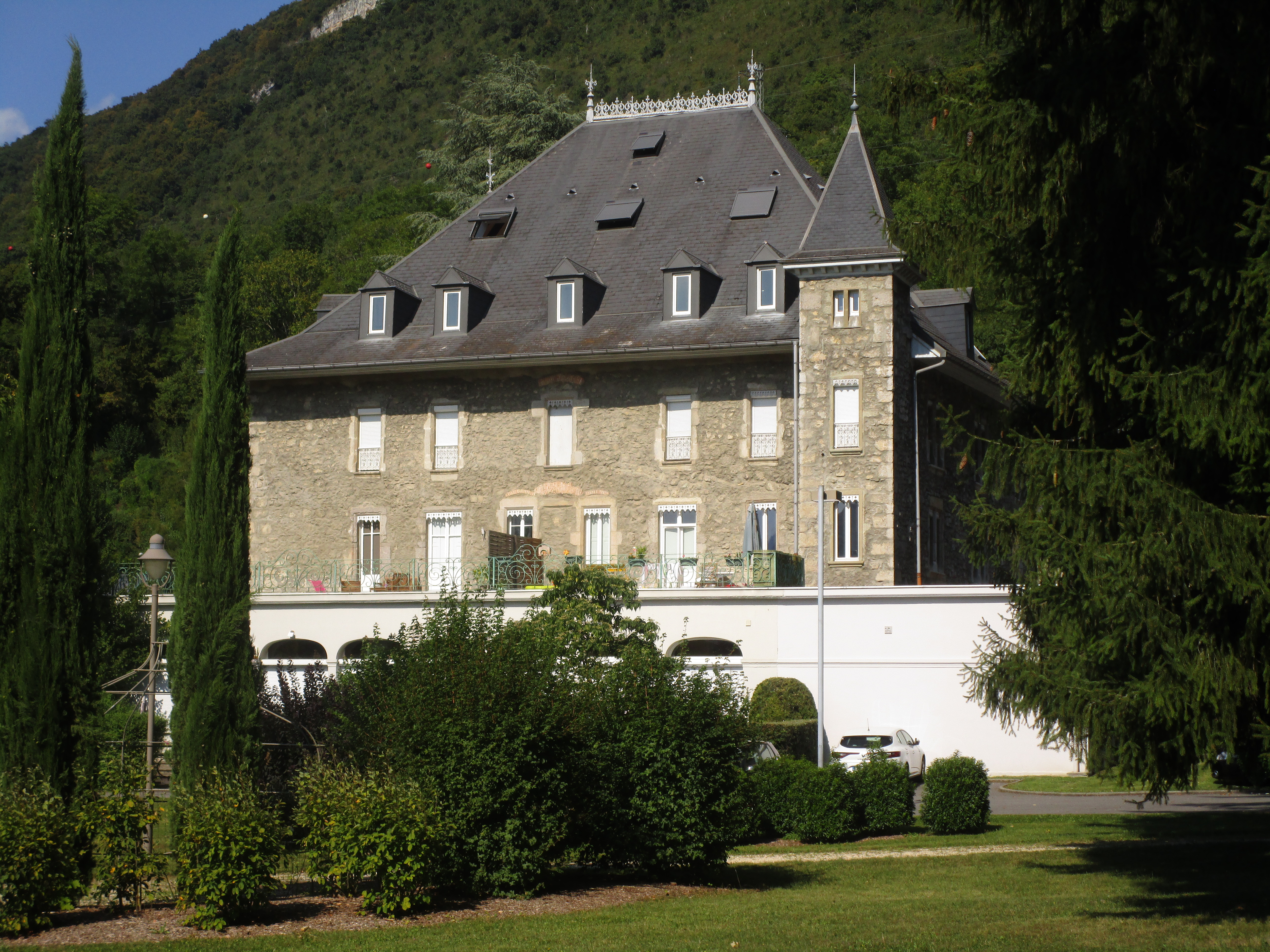
Le château de Triviers en août 2016.
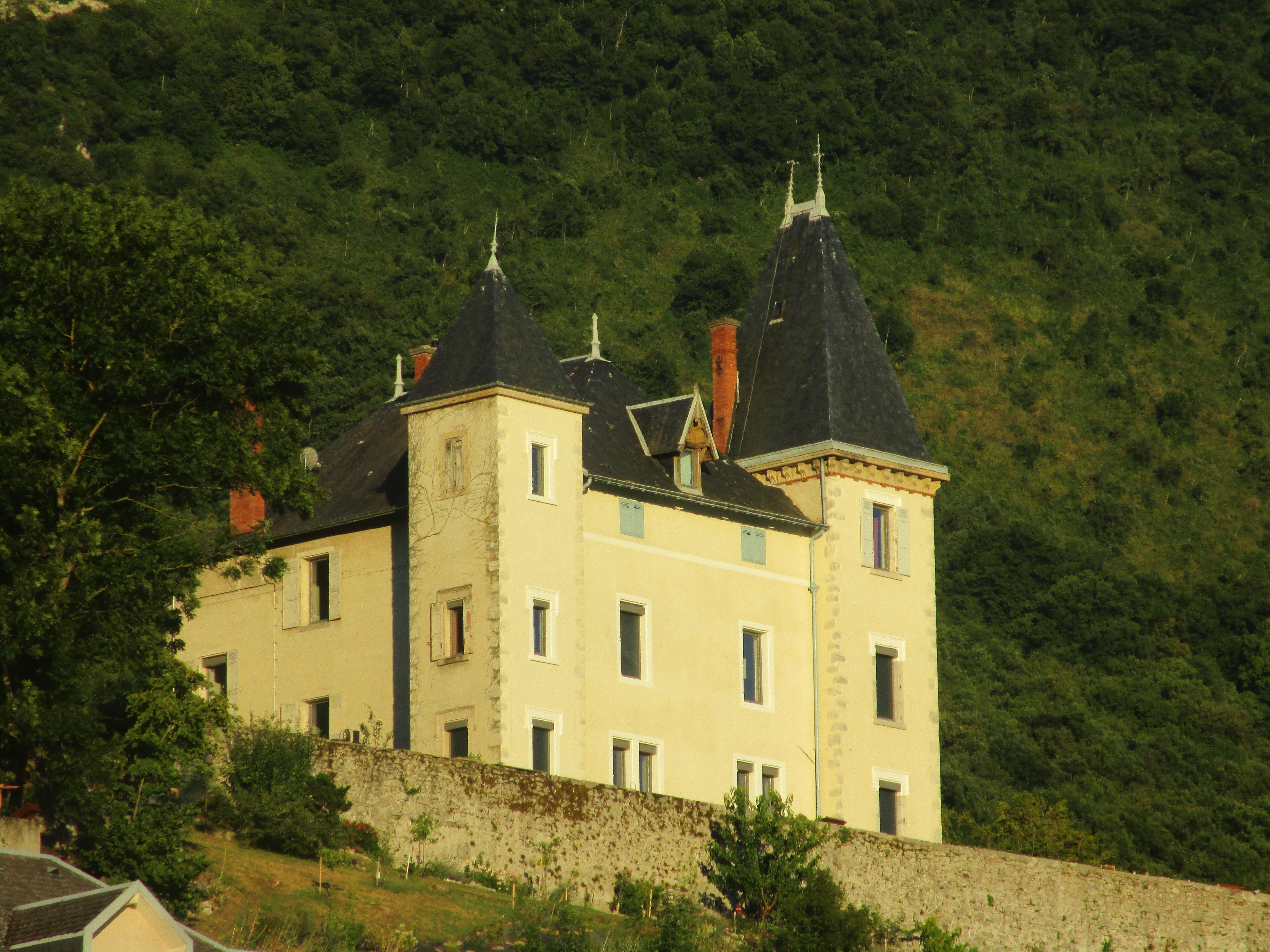
Le château de Corogna en juillet 2016.
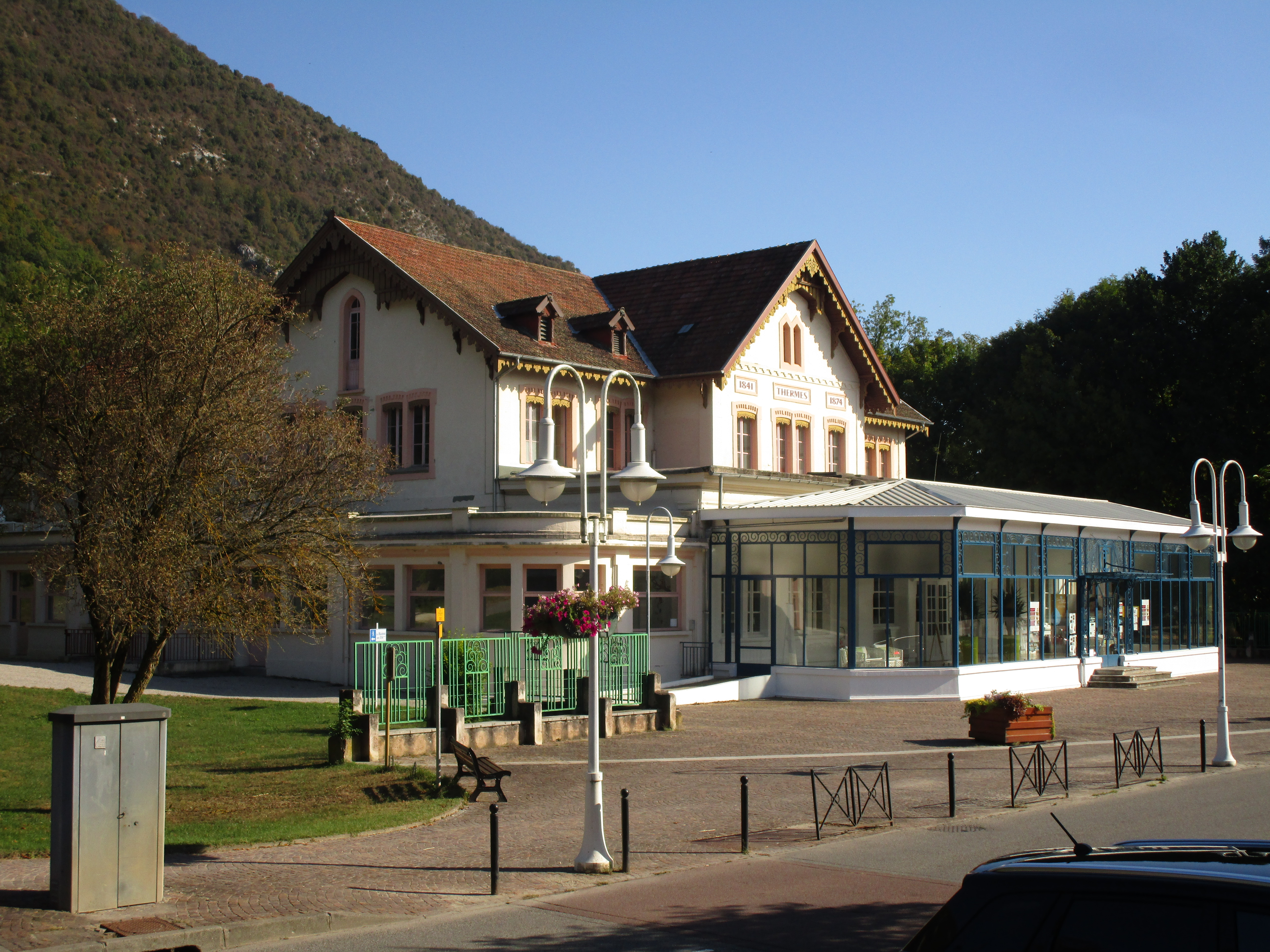
Les thermes en septembre 2016.
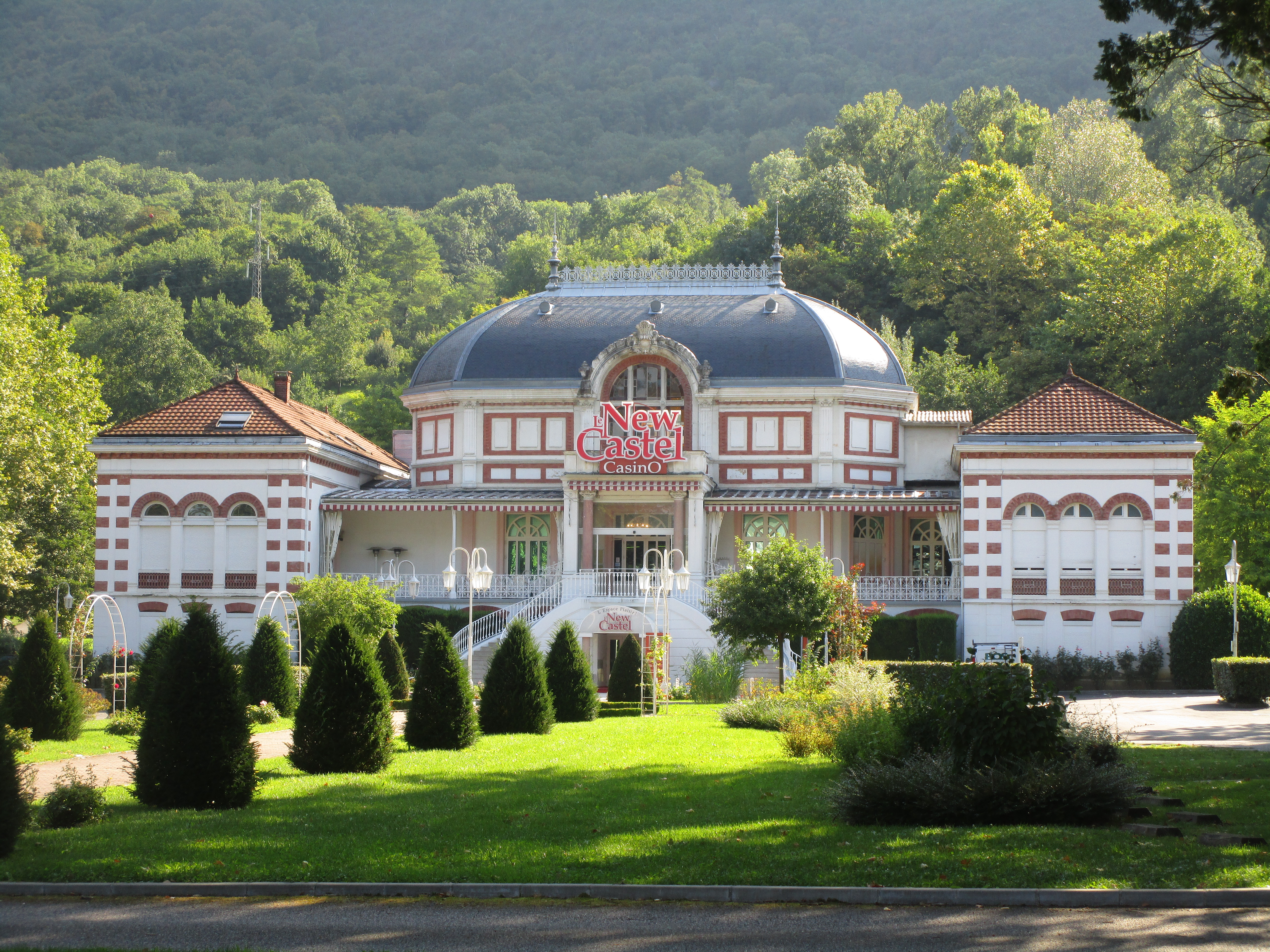
Le casino en août 2015.
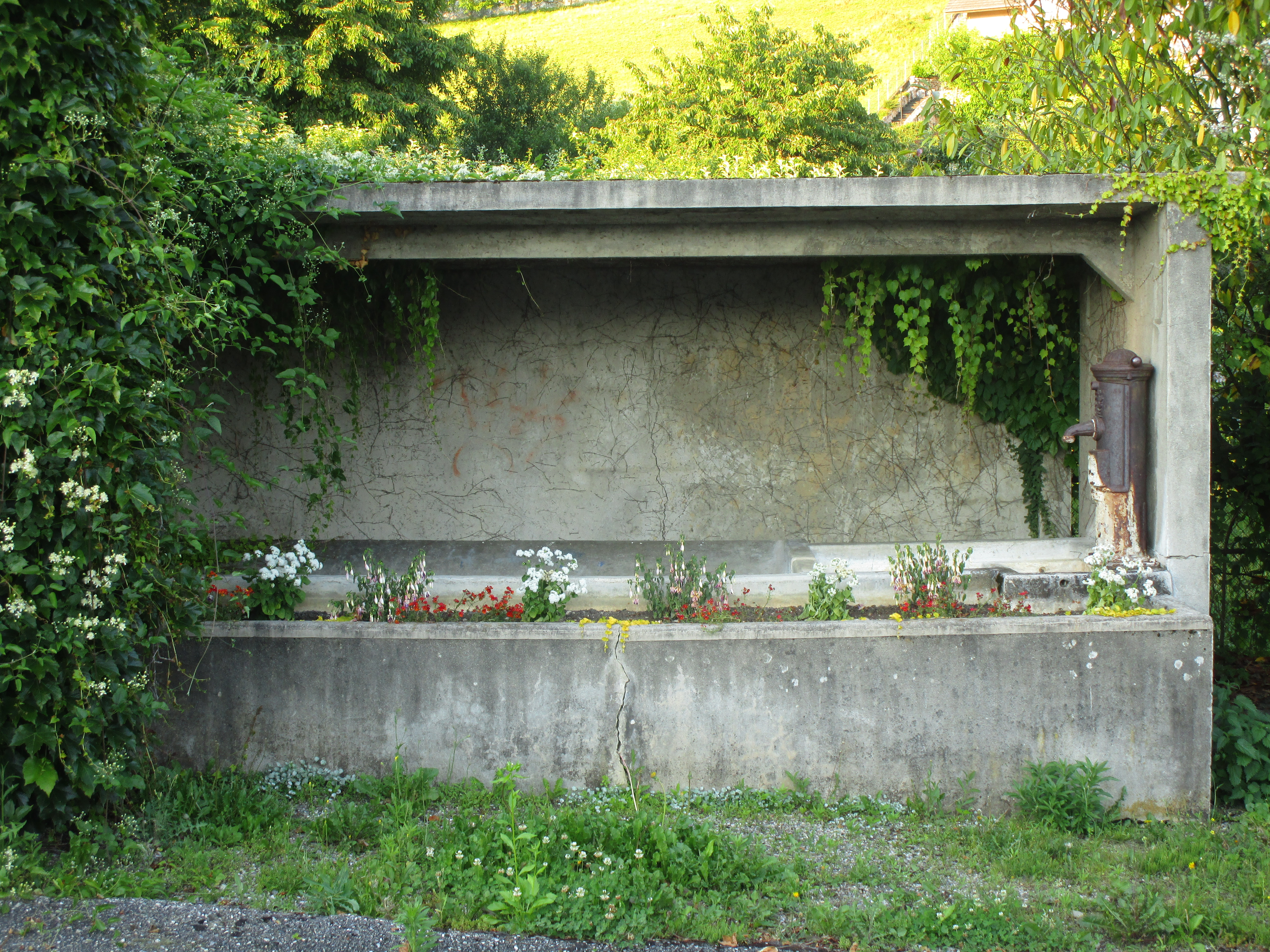
Le lavoir du Chaffat en juin 2016.
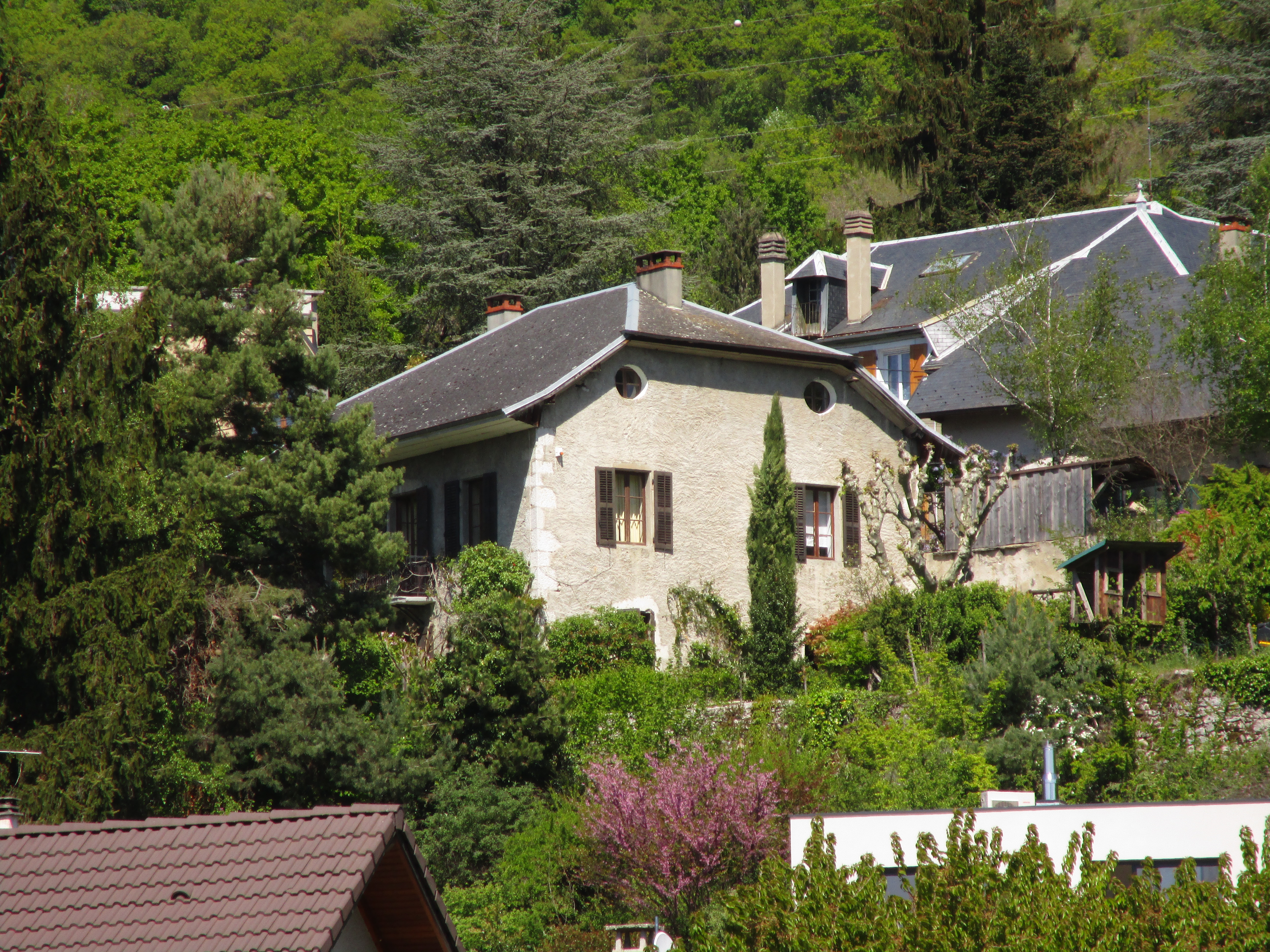
La maison d’Amélie Gex à Challes-les-Eaux en avril 2016.

#### Mémorial
Le monument aux morts, situé à côté de l’église, est inauguré le 17 juillet 1921, un an après le vote du conseil municipal. Originellement situé en face de l’église, le monument est l’œuvre des architectes Foray et Planche. Il est entièrement conçu en pierre et se constitue d’une simple colonne avec une couronne de laurier en métal à sa base ainsi que de l’insigne de la Croix de guerre à son sommet.
Une stèle, nommée « La Savoie aux ailes brisées » et située à l’entrée de l’aérodrome, rend hommage aux premiers aviateurs savoyards. Elle a été inaugurée en novembre 1938 et entièrement reconstruite en 2012.
À l’entrée de Challes-les-Eaux, en arrivant de Barby, une stèle sur le côté gauche de la route rend hommage aux 20 personnes fusillées par les nazis le 20 juin 1944. Enterrées au cimetière de Challes-les-Eaux après leur excécution, leurs dépouilles sont transférées au cimetière du Cerdon après le conflit, mais leur tombe originale a été conservée et est toujours présente à l’entrée du cimetière communal.

Mémoriaux
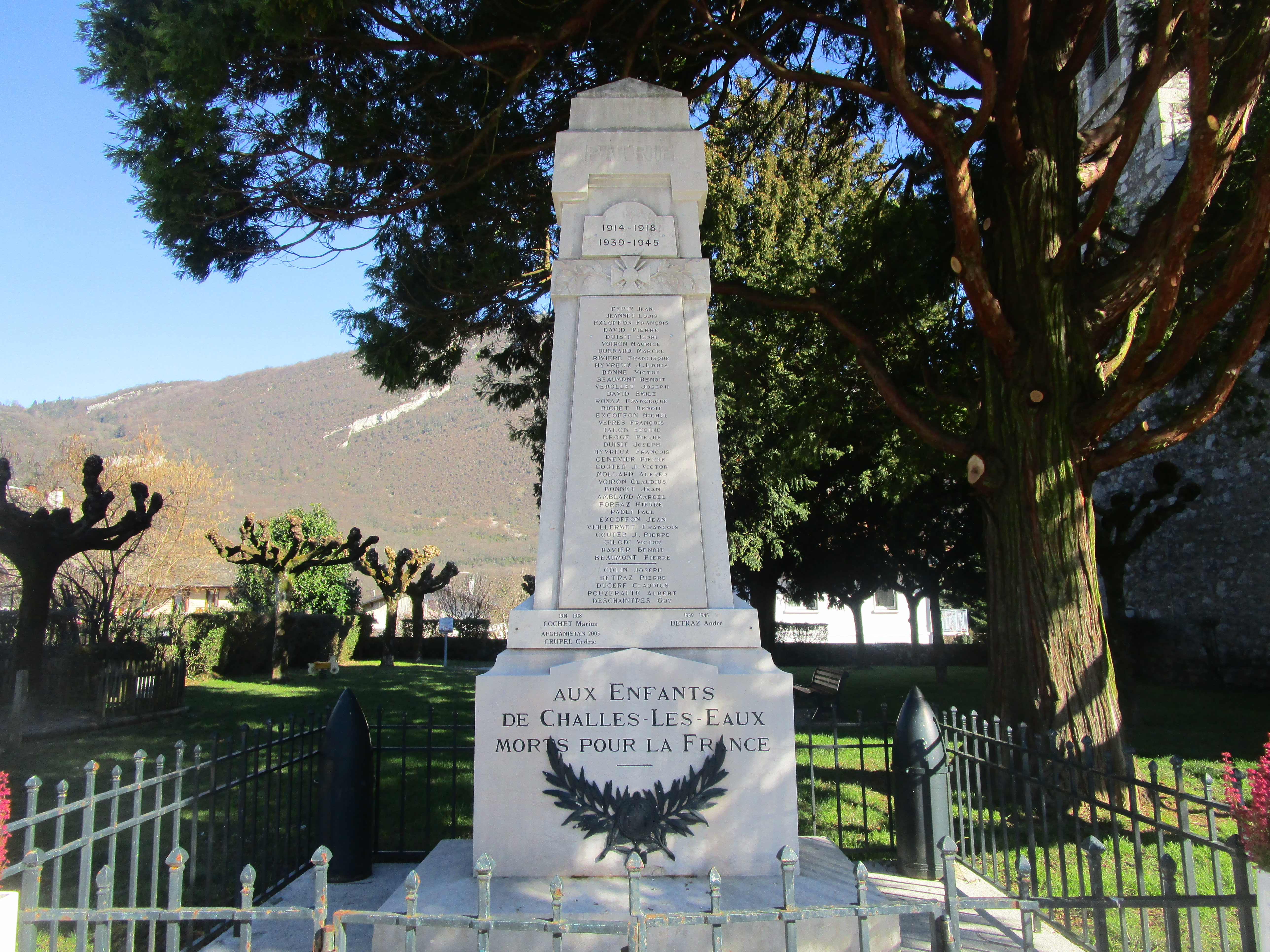
Le monument aux morts de Challes-les-Eaux.
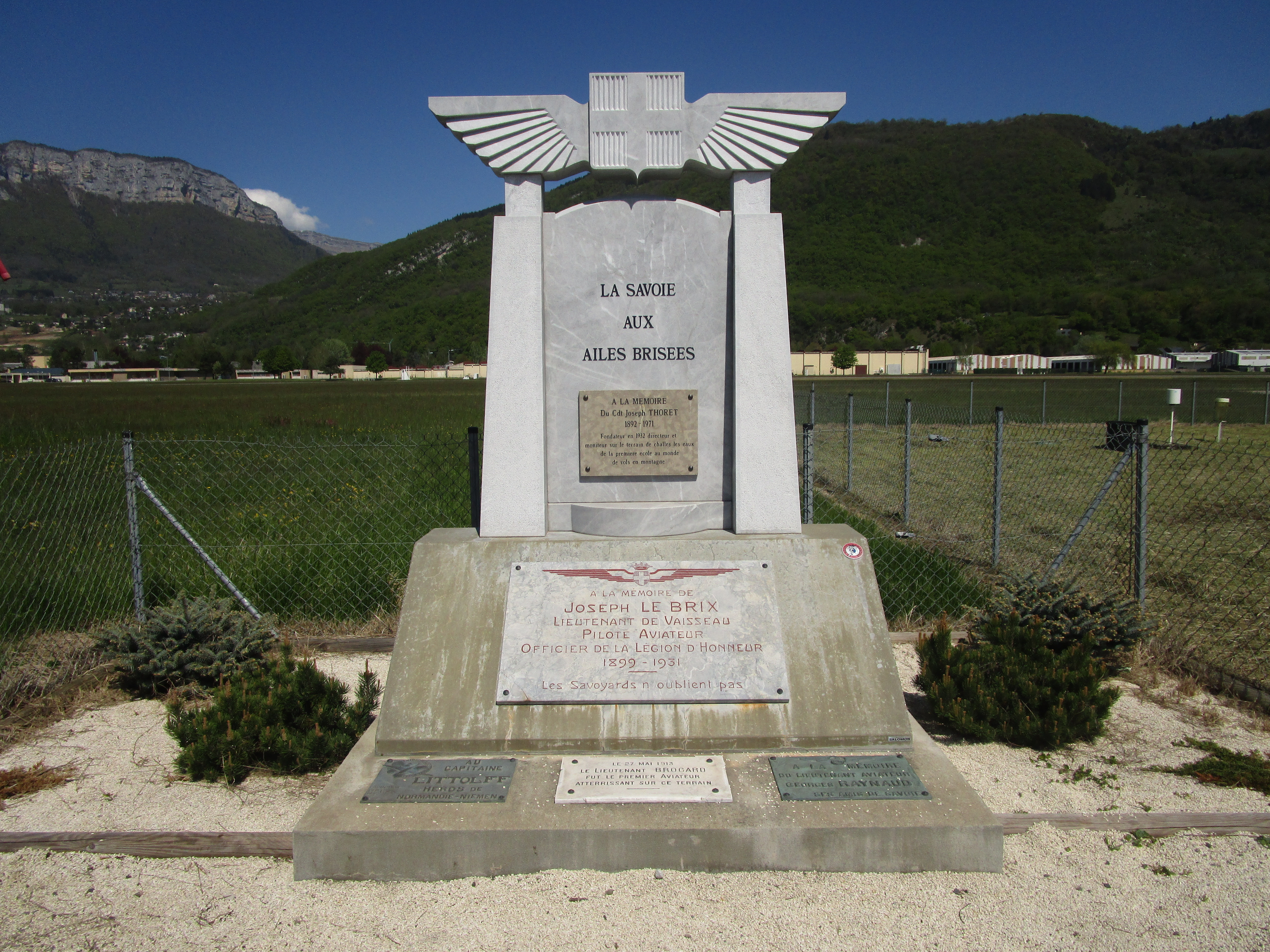
La stèle en hommage aux aviateurs savoyards.
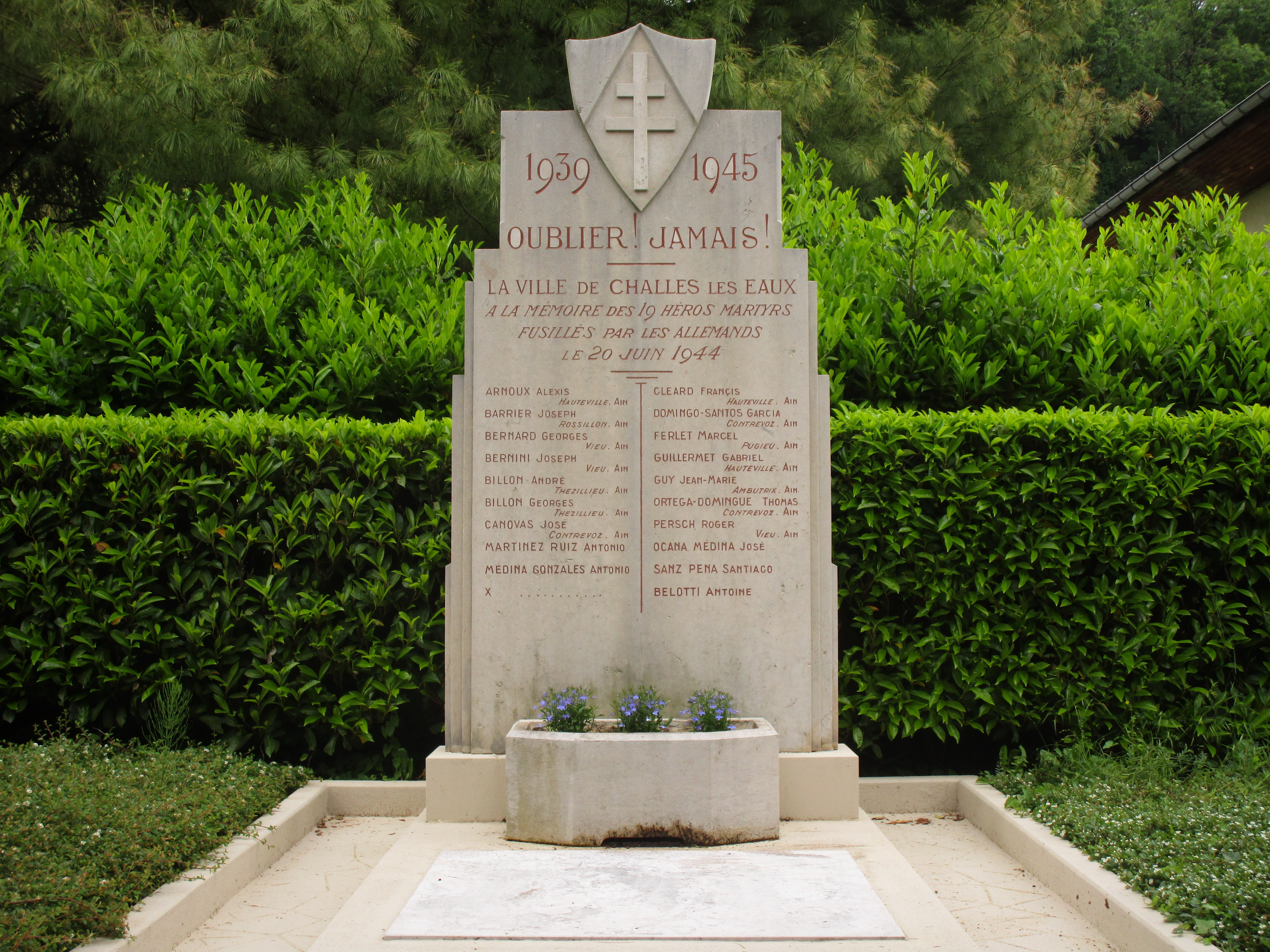
La stèle en hommage aux fusillés du 20 juin 1944.
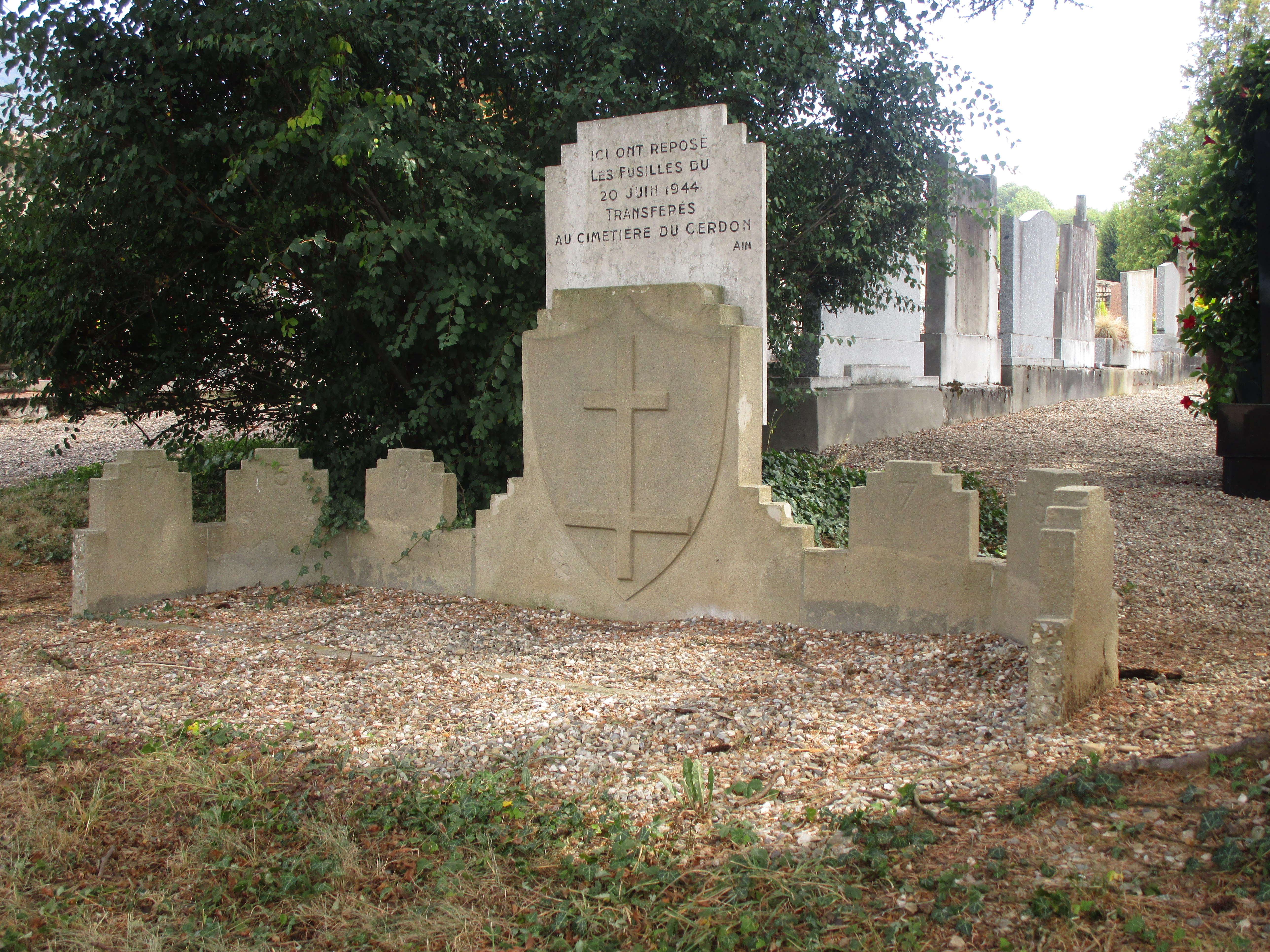
La tombe originale des fusillés du 20 juin 1944.

### Espaces verts et fleurissement
En 2014, la commune de Challes-les-Eaux bénéficie du label « ville fleurie » avec « une fleur » attribuée par le Conseil national des villes et villages fleuris de France au concours des villes et villages fleuris.

### Personnalités liées à la commune

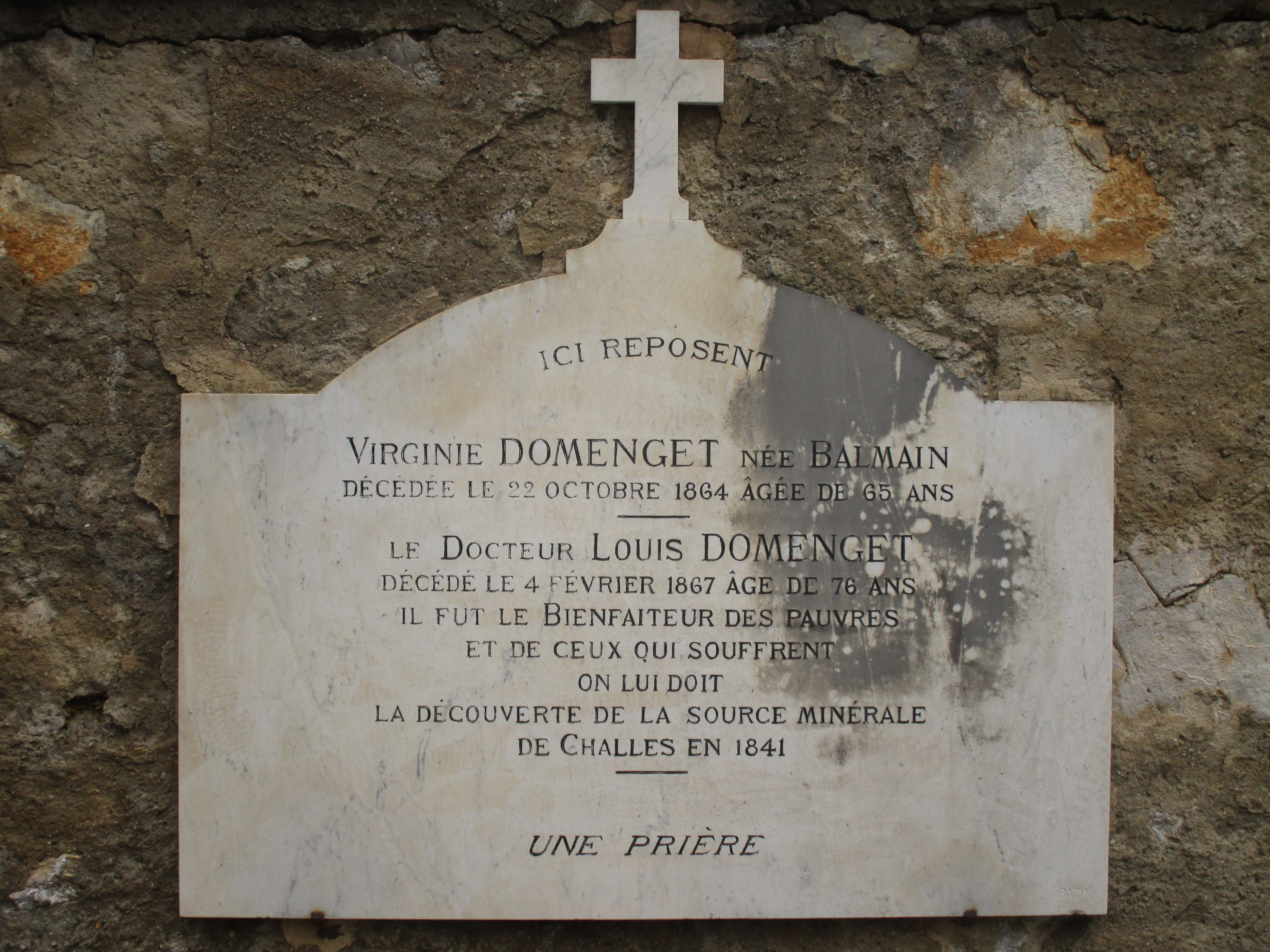
La tombe de Louis Domenget et de sa femme au cimetière de Challes-les-Eaux.

- Louis Domenget, (1790-1867), médecin et syndic de Triviers à trois reprises, y vécut et y est mort. Il y est également enterré.
- Amélie Gex, (1835-1883), poétesse, y vécut.
- Francis Cariffa, (1890-1975), peintre, y vécut et y est mort.
- Gérard Trèves, (1942), parachutiste et écrivain, y vit.
- Yann Barthès, (1974), animateur et producteur, y vécut[DL 3].

### Héraldique
| Blason de Challes-les-Eaux | Blason  | D’argent à la croix ancrée de sable |
| Blason de Challes-les-Eaux | Détails | Ce blason est celui des seigneurs de Challes, originaires de Bourg-en-Bresse. Étienne de Challes épouse Ambroisie Crochet de Montmerminod et vient s’installer en Savoie. Ses descendants posséderont le château de 1450 à 1590. On trouve une illustration de ce blason dans la chapelle du château. |